# Aranda de Duero
Aranda de Duero es un municipio y ciudad española del sur de la provincia de Burgos, en la comunidad autónoma de Castilla y León. Pertenece al partido judicial de Aranda de Duero y cuenta con una población de 33 675 habitantes (INE 2024).
Históricamente es conocida por haberse celebrado en 1473 el Concilio de Aranda, con presencia de la todavía princesa Isabel I de Castilla. También por el plano de Aranda, realizado en 1503, siendo el mapa urbano más antiguo del país y el documento cartográfico más antiguo del Archivo General de Simancas, en el cual se basaron para el desarrollo de las ciudades del Nuevo Mundo recién descubierto por la Corona de Castilla. Por Aranda además cruza la Cañada Real Segoviana, desde 2007, incluida en la lista indicativa de la Unesco, como futura candidatura a Patrimonio de la Humanidad.
En el plano turístico es especialmente conocida por su gastronomía, sus vinos de la Denominación de Origen Ribera del Duero, habiendo acogido su Consejo Regulador durante los primeros años, el lechazo asado y la morcilla de Aranda. De su patrimonio arquitectónico destacan las iglesias de Santa María la Real, y de San Juan, hoy museo sacro, el Santuario de San Pedro Regalado, la iglesia de San Nicolás de Bari, los 7 km de Bodegas Subterráneas construidas entre los siglos XII y XVIII, que se encuentran en el subsuelo del casco antiguo de la ciudad y el palacio de los Berdugo en el que se hospedó Napoleón en 1808. También son de interés la cercana ciudad romana de Clunia Sulpicia y el Monasterio de Santa María de La Vid. La Semana Santa de Aranda está declarada de Interés Turístico Regional.
Es el tercer polo industrial de Castilla y León, con 4872 trabajadores dedicados al sector, en 136 empresas, y la primera ciudad en porcentaje de ocupación: el 32,9 % de la población activa se dedica a la industria (dic 2007). En la ciudad se encuentran algunas de las mayores empresas de la comunidad autónoma, como Grupo Leche Pascual (8.ª), GlaxoSmithKline (15.ª) o Grupo Gerardo de la Calle-Artepref (167.ª), así como una gran factoría de la multinacional francesa Michelin. La ciudad acoge la sede del consorcio turístico Ruta del Vino Ribera del Duero. Produce vinos de la D.O. Ribera del Duero y fue la primera localidad de Castilla y León en producir cava con denominación de origen.
En 1990 celebró el Campeonato Mundial de BMX y en 2003 el Campeonato Mundial de Mushing sobre tierra. Durante la década de 1960 celebró el Festival Hispano-Portugués de la Canción del Duero, reputado certamen musical internacional. Desde 1998 celebra el Festival Sonorama Ribera, el festival de música pop rock más importante de Castilla y León y referente nacional. Asimismo, la ciudad acoge el Congreso Internacional Fine Wine de la D.O. Ribera del Duero, considerado el mayor encuentro internacional sobre vino y cultura, y la Milla de Aranda, la carrera de la milla más importante de España. En 2014 la capital ribereña albergó la XIX edición de la exposición de Las Edades del Hombre y en 2020 fue elegida como Ciudad Europea del Vino, título que fue prorrogado hasta 2022 debido a la pandemia de coronavirus.

## Geografía

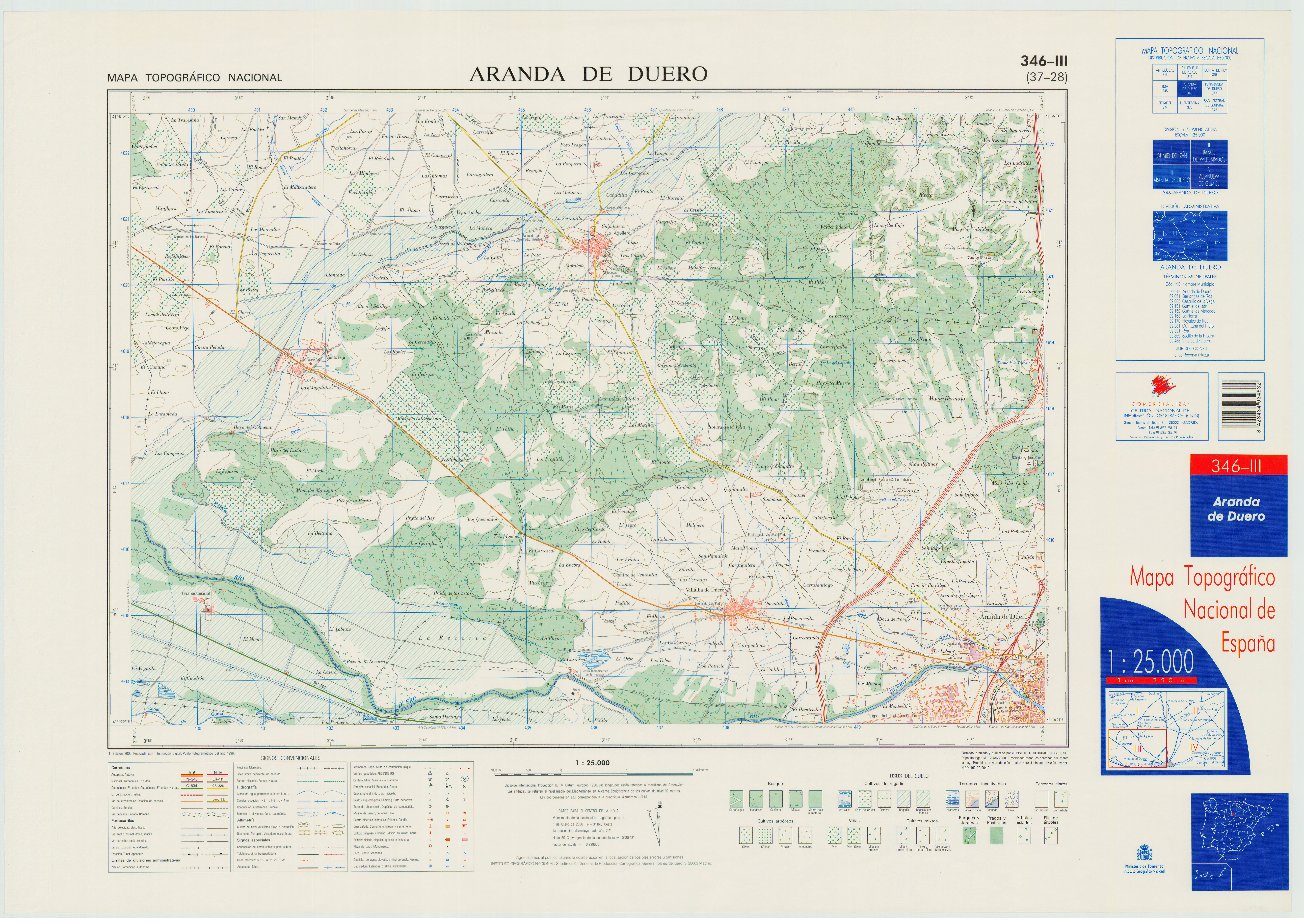
Fragmento de la hoja 346 del Mapa Topográfico Nacional de España del año 2000 en el que se representa parte de Aranda de Duero

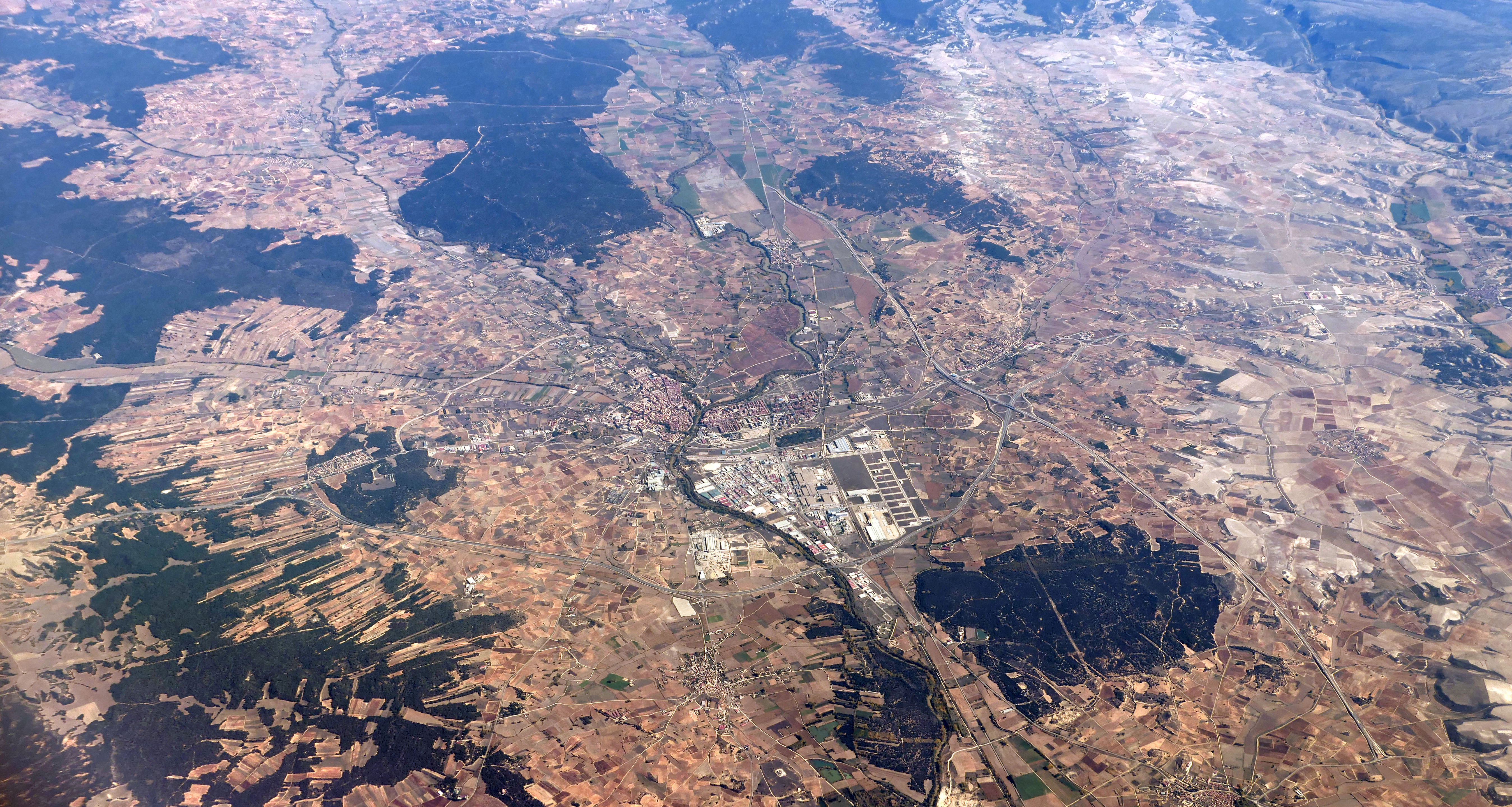
Vista aérea

La villa de Aranda de Duero se ubica en el sur de la provincia de Burgos, a 86 km de la capital provincial por la autovía del Norte que atraviesa el municipio. Las coordenadas de la ciudad son latitud: 41.º 39' N, longitud: 3.º 42' O, tiene una extensión de 127,28 km² y se encuentra a 798 m sobre el nivel del mar según el Instituto Geográfico Nacional. Limita con los municipios burgaleses de Gumiel de Izán, Villanueva de Gumiel, Quemada, Zazuar, Vadocondes, Fresnillo de las Dueñas, Fuentespina, Campillo de Aranda, Castrillo de la Vega, Villalba de Duero, Gumiel de Mercado y Quintana del Pidio.
| Noroeste: Quintana del Pidio y Gumiel de Mercado                   | Norte: Gumiel de Izán y Villanueva de Gumiel | Noreste: Quemada       |
| Oeste: Castrillo de la Vega, Villalba de Duero y Gumiel de Mercado |                                              | Este: Quemada y Zazuar |
| Suroeste: Campillo de Aranda                                       | Sur: Fresnillo de las Dueñas y Fuentespina   | Sureste: Vadocondes    |

### Hidrografía
La localidad es atravesada por el río Duero. Además, en el término municipal desembocan sus afluentes Arandilla, Bañuelos y el arroyo de la Nava.

### Orografía
El lecho mayor del río Duero da origen a un paisaje llano, un valle disimétrico, de modo que la vertiente septentrional es más escarpada, limitada por un conjunto de plataformas. Por tanto, se trata de un paisaje sin grandes desniveles, formado por las areniscas o calizas de los páramos, los suelos arenosos de las campiñas y los limo-arcillosos de las vegas del río principal y de sus afluentes.

### Clima
El clima en el municipio se clasifica como mediterráneo continentalizado, de inviernos fríos con frecuentes heladas, y veranos suaves y secos. La oscilación térmica anual ronda los 20 °C mientras que la diaria supera en ocasiones los 15 °C. Las bajas precipitaciones se reparten de forma irregular a lo largo del año, con escasez de las mismas en verano, concentrándose al final del otoño, en los meses invernales y en primavera.
Según la clasificación climática de Köppen Aranda de Duero se encuadra en la variante Csb, es decir, clima mediterráneo de veranos suaves, con la media del mes más cálido no superior a 22 °C pero superándose los 10 °C durante cinco o más meses. Se trata de un clima de transición entre el mediterráneo (Csa) y el oceánico (Cfb). Sobre la base de los datos de la estación meteorológica situada en el propio municipio, los parámetros climáticos promedio de Aranda de Duero son los siguientes:
| Parámetros climáticos promedio de Aranda de Duero                                                                                 | Parámetros climáticos promedio de Aranda de Duero | Parámetros climáticos promedio de Aranda de Duero | Parámetros climáticos promedio de Aranda de Duero | Parámetros climáticos promedio de Aranda de Duero | Parámetros climáticos promedio de Aranda de Duero | Parámetros climáticos promedio de Aranda de Duero | Parámetros climáticos promedio de Aranda de Duero | Parámetros climáticos promedio de Aranda de Duero | Parámetros climáticos promedio de Aranda de Duero | Parámetros climáticos promedio de Aranda de Duero | Parámetros climáticos promedio de Aranda de Duero | Parámetros climáticos promedio de Aranda de Duero | Parámetros climáticos promedio de Aranda de Duero |
| Mes | Ene.                                              | Feb.                                              | Mar.                                              | Abr.                                              | May.                                              | Jun.                                              | Jul.                                              | Ago.                                              | Sep.                                              | Oct.                                              | Nov.                                              | Dic.                                              | Anual                                             |
| --- | ------------------------------------------------- | ------------------------------------------------- | ------------------------------------------------- | ------------------------------------------------- | ------------------------------------------------- | ------------------------------------------------- | ------------------------------------------------- | ------------------------------------------------- | ------------------------------------------------- | ------------------------------------------------- | ------------------------------------------------- | ------------------------------------------------- | ------------------------------------------------- |
| Temp. media (°C) | 3.5                                               | 4.9                                               | 7.1                                               | 9.3                                               | 13.3                                              | 17.7                                              | 21.3                                              | 20.6                                              | 17.5                                              | 12.4                                              | 7.0                                               | 3.8                                               | 11.5                                              |
| Precipitación total (mm) | 39.4                                              | 37.6                                              | 31.2                                              | 47.5                                              | 53.1                                              | 41.8                                              | 23.5                                              | 14.2                                              | 29.4                                              | 36.7                                              | 44.9                                              | 37.1                                              | 436.4                                             |
| Fuente: Ministerio de Agricultura, Alimentación y Medio Ambiente. Datos de precipitación (1961-1994) y de temperatura (1961-1994) |                                                   |                                                   |                                                   |                                                   |                                                   |                                                   |                                                   |                                                   |                                                   |                                                   |                                                   |                                                   |                                                   |

## Historia

### Orígenes
Los orígenes de Aranda de Duero son difíciles de establecer debido a la falta de documentación que acredite su existencia en épocas antiguas. Por su situación geográfica, ubicada en un altozano y surcada por tres ríos, es de suponer que ya en la época megalítica hubo algún tipo de población en el entorno. Esta idea está apoyada por los ocasionales hallazgos de sepulturas, círculos de piedra y mojones hallados en los campos de la ribera.
Se supone que estas tierras habrían sido ocupadas por pueblos de origen indoeuropeo, a los que pertenecía la tribu celta de los pelendones, que invadieron la península ibérica entre los siglos VIII y VII a. C.
Posteriormente la migración de pueblos belgas a la península trajo una nueva tribu celta al entorno, la de los arévacos. Esta habría desplazado a los primeros hacia las montañas y se habría asentado en la región. El hallazgo de dos ejemplares de as, monedas con la inscripción Aratsa-Cos situarían una ceca en la villa, e identificarían Aranda de Duero con la ciudad arévaca de Aratza.
Pese a la tendencia generalizada de considerar a Aranda de Duero dentro del área de influencia de los arévacos, esta también podría haber pertenecido al entorno de los vacceos, otra tribu emparentada con esta y con la que compartía fuertes lazos. Ambas tribus se opondrían juntas al poder romano.

### Época romana
En el 218 a. C. desembarcan en Hispania legiones romanas bajo el mando de Cneo Escipión, comenzando así la conquista y romanización de la península ibérica. Tras derrotar a Cartago, causa primera de la intervención romana en Hispania, Roma comienza a expandirse hacia el interior del territorio, acercándose cada vez más a territorio arévaco.
La primera aparición romana en estas tierras puede datarse en el 135 a. C. cuando Publio Cornelio Escipión, en el contexto del enfrentamiento entre Roma y Numancia, marcha desde Cauca hasta Numancia, atraviesa el Duero e incendia los campos de los vacceos, para privar a los numantinos de trigo y víveres. Dos años después Numancia finalmente sucumbe ante Escipión el Menor.
A mediados del I a. C. diversas ciudades arévacas y vacceas se sublevan contra Roma. Encabezan la rebelión Pallantia y Clunia, reducto esta de los arévacos tras la destrucción de Numancia. En el 56 a. C. Metelo Nepote repite la maniobra de Escipión y pone sitio a Clunia. No obstante los vacceos acuden en auxilio de sus aliados y el romano se ve obligado a levantar el sitio. Finalmente al año siguiente, Afranio, legado de Pompeyo, derrota a ambos pueblos y ocupa Clunia. Esta comienza entonces un proceso de intensa romanización que la llevará a convertirse en uno de los siete «conventos jurídicos» de la provincia Tarraconensis.
Esta ocupación de Clunia es importante para sus alrededores pues la romanización debió extenderse a las ciudades y pueblos del entorno, finalizándose complemente este proceso en torno al siglo II d. C. Roma, al igual que en todas sus provincias, construyó una serie de calzadas en Hispania (en estas tierras se tiene constancia de dos vías principales paralelas entre sí, una al norte y otra al sur del Duero) y cuyos principales trazados se recogen en el Itinerario de Antonino.
En este se establece una ruta que indica una distancias de XXVI millas, 39 km aproximadamente, para el trayecto que comprende las mansio de Rauda-Clunia. Ahora bien, el problema reside en la identificación de Rauda, habiendo dos opciones que la sitúan como Aranda o como Roa. Si nos atenemos a lo indicado en el Itinerario de Antonino, Aranda parece la opción más razonable, sin embargo este documento del siglo III ha sido víctima de erratas en las posteriores copias. Por tanto, hay argumentos a favor de ambas teorías.
La Aranda romana, denominada así Rauda, sería continuación del poblado celtíbero previo y tendría categoría de vicus o pagus ('aldea'), sirviendo como centro donde se recogía el grano recolectado en las villae rusticae que poblarían el entorno. Hay que situar entonces a Hispania como centro producto de cereales para alimentar al Imperio, siendo el denominado «Granero de Roma».
La historia del Imperio sigue y en el año 69 d. C. Galba se subleva contra Nerón y se proclama emperador, pasando Clunia, donde tenía su residencia el gobernador, a ser de facto la capital del Imperio hasta la llegada de Galba a Roma.
En el año 284 d. C. los supervivientes de una segunda invasión de franco-alamanes saquean y destruyen Clunia, por lo que hemos de suponer que el resto de ciudades del entorno sufrió un trato similar. No obstante la ciudad se recupera y prosigue su actividad hasta la entrada en la península ibérica de los visigodos en el siglo V. En el año 476 d. C. es depuesto Romulo Augustulo, el último emperador romano de occidente. Con el desaparece el Imperio romano y acaba la ocupación romana en Hispania.

### Época visigoda
Desde comienzos del siglo V los visigodos habían realizado acciones de diversa envergadura en la península, asentándose en esta tras su derrota a manos de los francos. Se establece el Reino Visigodo de Toledo que expande sus dominios también por la actual Castilla y León, particularmente Burgos, Palencia, Soria y Segovia.
La región queda entonces sometida al dominio visigodo, aunque la sociedad y la economía se asientan en el romanizado pueblo hispano que sigue trabajando sus tierras. Leovigildo conseguirá la unidad territorial del reino y Recadero la religiosa. Sin embargo los dos siglos de dominio godo de la península apenas dejan rastro en la zona. Solo algunos elementos en Sacramenia, Quintanilla de Onésimo y Pampliega. Así como ciertos nombres como Villafruela, Guímara, Torregalindo, Fuentelisendo y probablemente Milagros.
En cuanto a la expansión del cristianismo por estas tierras este ya se hallaba difundido por la región para el siglo V como demuestran los sarcófagos hispano-cristianos del mismo siglo que se hallan en el Museo Provincial de Burgos. La sede episcopal se encontraba en Osma (la Uxuma romana) y no en Clunia, como consecuencia de la destrucción que había sufrido en el siglo III y que le había hecho perder su influencia en la región.
Este dominio visigodo se mantendría hasta la invasión musulmana de la península ibérica.

### Edad Media

#### SigloVIII-X Repoblación
La invasión musulmana del Reino Visigodo comienza en el año 711 y tras la derrota visigoda en Guadalete a manos de Táriq comienza un rápido avance hacia el norte de la península. Es probablemente Muza quien en el 714 durante una expedición de castigo contra Amaya pone estas tierras bajo la esfera del Valiato de Córdoba. Se impone un dominio musulmán más militar que político y las ciudades de esta región, tras rendirse al invasor, mantienen sus viejas leyes, permaneciendo la vieja organización romano-visigoda, e incluso la nobleza local y los obispos siguen desarrollando sus funciones sin injerencias por parte de los musulmanes. Apenas hay resistencia y los musulmanes se muestran bastante tolerantes en estos primeros años de la conquista conformándose con cobrar sus tributos.
En el 716 finaliza la conquista y no es hasta el 722 cuando tras la batalla de Covadonga se inicia la Reconquista, esto sin embargo no afecta por el momento a estas tierras. Los musulmanes se conforman con establecer una serie de fortalezas frente a Asturias y Cantabria, tales como Haro o Miranda de Ebro.
El foco de resistencia cristiana en el norte pugna constantemente para conseguir expandirse más allá de las montañas. En el 741, tras cinco años de hambruna en la zona musulmana, los bereberes se alzan en armas contra sus amos árabes. Esto es aprovechado por Alfonso I para, en una serie de rápidas campañas, apoderarse de importantes ciudades como Salamanca, Segovia, Sepúlveda y Osma. Es, no obstante, un espejismo y, una vez recompuesto el poder omeya, la Asturias de Alfonso I es incapaz de sostener tal expansión y se repliega de nuevo a las montañas. En este momento es cuando Alfonso I se lleva consigo a la mayoría de la población que reside en estas tierras dejando una gran despoblación en el denominado desde entonces Desierto del Duero. Consigue de este modo el rey astur privar de valiosos súbditos e impuestos a los omeyas, aumentar su propia población, gracias a la liberación de los cristianos bajo dominio árabe del valle del Duero, y crear una gran barrera defensiva, donde los ejércitos musulmanes no pueden subsistir privados de los pueblos y ciudades que les sustenten entre su enemigo y las montañas que alzan como la principal línea de defensa cristiana en el norte. No obstante, Córdoba no se resigna a perder estos territorios y lanza constantes ataques contra los reinos cristianos, cuyos reyes consiguen sobrevivir a base de concesiones y tributos.
A partir del siglo IX el exceso de población de los reinos cristianos lleva a estos a una progresiva expansión hacia el Duero. Ahora comienza la repoblación de la primitiva Castilla. Desde finales del siglo VIII hay una serie de castillos en la cuenca del alto Ebro que defienden a los primeros repobladores cristianos. Esta línea se expande con nuevos castillos entre el Ebro y el Arlanzón durante el siglo IX en el afán cristiano por expandirse. En el año 860 Ordoño I lanza una ofensiva contra los musulmanes hacia el sur llegando incluso hasta el Jarama. Es la segunda vez que los cristianos atraviesan la región arandina desde la ocupación musulmana. Sin embargo, y al igual que con Alfonso I, las expectativas cristianas de establecer una frontera en el Duero se desvanecen ante el contraataque omeya. Tradicionalmente se ha defendido, y así es recogido en algunas fuentes, la repoblación de Aranda a manos de este rey en 861, así como su posterior pérdida. Y si bien las ambiciones cristianas, ante su rápida expansión, pudieron conllevar la idea de establecer nuevas ciudades, no pasó de ser un intento. Con una línea defensiva jalonada de castillos situada 80 km al norte, todo intento de llevar la frontera al Duero fue infructuoso y estas tierras siguieron siendo un páramo despoblado entre musulmanes y cristianos.
A finales del siglo IX Alfonso III da un nuevo impulso a la repoblación. Se asientan nuevos foramontanos entre el Ebro y el Arlanzón. En el año 884 Diego Rodríguez funda Burgos y Gonzalo Fernández la fortaleza de Lara. La expansión hacia el sur avanza lentamente y a mediados del siglo IX llega por fin a orillas del Arlanza. La actual Aranda dista aún 40 km de los dominios cristianos y sus tierras siguen despobladas, haciendo de colchón entre estos y el Emirato de Córdoba. Los cristianos comienzan a usarla como tierras de pasto y cultivo. Pero esto no es repoblación. No existe ninguna línea defensiva ni ciudad en la que guarnecerse y ante el menor envite musulmán sus habitantes se retiran a la línea del Arlanza. A finales del siglo IX se establece una nueva línea defensiva en la cuenca del Esgueva, se fundan Castrillo de Donelo, Encinas de Esgueva, Tórtoles, Torresandino, Bahabón, Castillo de Mercadillo y Huerta de Rey. Muy pocos años después, al filo del siglo X, se crea una nueva línea a vista del Duero, son fundadas Coruña del Conde, Gumiel de Hizán, Caleruega, Valdeande y Tubilla del Lago. La ansiada frontera cristiana está a simple vista de las nuevas poblaciones y se crean torres de avanzadilla en Peñaranda y el monte de la Calabaza.

#### SigloX-XIV
Los condes castellanos alcanzan finalmente la frontera del río Duero. Es Gonzalo Fernández de Burgos quien en el 912 fortifica la nueva línea defensiva alzando las fortalezas de Haza y Roa. Es en esta primera mitad del siglo X cuando debió suceder la repoblación de Aranda. Sus tierras son fértiles y su posición geográfica privilegiada. Es no obstante una zona de difícil defensa y es por ello que se refuerza y amplia el castillo de Peñaranda (Penna de Aranda) con el fin de servir de refugio a la recién repoblada Aranda. Pese a ello la nueva frontera no trae paz ni tranquilidad a Castilla y las tierras arandinas son objeto de constante enfrentamiento entre moros y cristianos. En la primera mitad del siglo X los reyes de León Ordoño II y Ramiro II son los encargados de hacer frente a la amenaza secundados por los condes castellanos. Los enfrentamiento se suceden. Ordoño II derrota a los musulmanes en San Esteban de Gormaz en el 917, estos la saquean junto a Clunia y Osma en el 920 y son derrotado en esta última en el 933 por el, a la postre famosos, conde de Castilla. Corre el año 931 cuando Fernán González, «el conde de los buenos fechos», unifica Castilla, uniendo Burgos, Lara, Lantarón, Cerezo y Álava, la vincula a su figura y a sus descendientes y obtiene una posición de primacía dentro del Reino de León. En el 939 el rey de León obtiene una victoria en Simancas y aprovecha su posición para fortificar Peñafiel y Curiel. A su vez Fernán González atraviesa el Duero y ocupa Sacramenia y Sepúlveda, clavando así una flecha avanzada en tierra de moros y apuntando a una nueva línea defensiva en el Somosierra.
Los musulmanes contraatacan y es en esta época cuando obtenemos la primera mención expresa de Aranda ocurrida en el año 940 o 941.

En medio de eſte tiempo vnas partidas de Moros baxaron a los Campos de Aranda. Entendido por Don Vela Conde de Álava, y Rodrigo Velazquez, juntaron la mas gente que pudieron, y ſaliendo a ellos, dexaron muertos a muchos, y los demás huyeron.

El conde Fernán González muere en el 970 y seis años después asciende al poder el más renombrado de los caudillos del Califato de Córdoba, Almanzor. Este pretende recomponer el poder árabe en la península y lanza numerosas razias contra los cristianos del norte. Aranda existía ya como población importante en la ribera y es en uno de estos ataques, en octubre del año 989, cuando esta datado el primer documento antiguo que hace mención a Aranda. Procedente del archivo del Monasterio de San Juan de la Peña referente a la confederación que hicieron el rey Bermudo II de León, Sancho Garcés II de Pamplona y el conde García Fernández de Castilla que dio por resultado la campaña del 990 contra Almanzor.

Abolnomadar Abecin, Capitan famoſo, baxando por el Duero, hizo notables deſtrozos en tierra de Aranda,y Campos, haſta que ſe incorporò con Almançor, que ſe avia pueſto cerca de la Ciudad de Leon, en las riberas del rio Ezla.

En el 995 Almazor derrota al conde García que muere pocos días después. Le sucede su hijo Sancho García quien debe seguir haciendo frente a las aceifas del musulmán. La batalla de Cervera acaba con una derrota del castellano, aun a costa de severas pérdidas en el bando árabe. Almanzor continua sus ataques en tierras cristianas hasta su repentina muerte en 1002 en Medinaceli, enfermo tras la batalla de Catalañazor.
El nieto de Fernán González se muestra hábil tanto en la política como en el campo de batalla y tras obtener una señalada victoria en 1008, año en el que muere el hijo y sucesor de Almanzor Abd al-Málik al-Muzáffar, interviene en las luchas civiles de los musulmanes y recupera todas las plazas de la frontera del Duero. Es sucedido en 1017 por García Sánchez que es asesinado en 1029, momento que aprovecha el rey navarro Sancho III, por derechos matrimoniales, para incorporar el condado de Castilla al reino de Pamplona y nombra a su hijo con Muniadona, hermana de García Sánchez, Fernando Sánchez como nuevo conde.
Al morir el rey de Navarra en 1035, Fernando I toma el título de Rey y desliga Castilla de Navarra convirtiéndola en reino. Pronto consigue el trono del reino de León, tras la batalla de Tamarón, adquiriendo este reino la primacía sobre los demás. Derrota a su hermano García Sánchez III de Navarra en el 1054 y devuelve a Castilla ciudades y territorios que el testamento de Sancho III había incorporado a Navarra. Finalizados los conflictos familiares de centra en la amenaza musulmana del sur, que de nuevo han atravesado tierras de Aranda hasta llegar a Lara donde son derrotados por Fernando. Este se lanza a la ofensiva contra sus vecinos del sur haciendo a muchos señores musulmanes tributarios y tomando parte de Extremadura castellana «como corre el río Duero desde Soria por Almazán, Osma, Aranda y Simancas por la una y otra ribera hasta donde se extendía entonces el Condado».
Le sucede al frente de Castilla en 1062 su primogénito Sancho II, cuyo alférez fue Rodrigo Díaz de Vivar, que unifica de nuevo todo el reino pero tras ser asesinado en Zamora su trono es ocupado por su hermano Alfonso VI. Este conquista Toledo, la antigua capital visigoda, en 1085, lo que lleva al Tajo, lejos de Aranda, la nueva frontera. Esto es relevante para Aranda pues si bien las tierras entre el Duero y el Somosierra estaban bajo la autoridad de Fernando I, al que sus señores moros pagaban tributo, solo las tierras al norte del Duero eran consideradas plenamente castellanas y seguras. Con la victoria lograda en Toledo se despeja completamente la amenaza musulmana en la zona, y al dejarla libre de elementos hostiles permite el completo desarrollo de las poblaciones situadas a ambas orillas del Duero.
Aranda se rige en esta época por el Fuero de Extremadura y es una población realenga, es decir vasallos directos del rey al que pagan tributos. No estando bajo la autoridad de ningún otro cargo nobiliario o eclesiástico. Esto la destaca respecto del resto de pueblos del entorno y explica porque existe tan poca documentación a cerca de ella en la época, teniendo en cuenta que gran parte de la documentación existente trata de donaciones o privilegios que los reyes u nobles concedían a vasallos o monasterios y a pleitos que enfrentaban la posesión de ellos. Aranda sin embargo, al permanecer bajo la tutela real, no hace aparición en ellos. Los clérigos de Aranda dependen directamente del obispado y en este momento de la reconquista surge un choque por la jurisdicción de Aranda. El Obispado de Burgos había sido el acompañante de las repoblaciones llevadas a cabo por los reyes de estas tierras y por ello Aranda pertenece a su diócesis. Sin embargo, acorde a los antiguos límites, esta debería formar parte de la de Osma. El rey reúne un Concilio en Husillos que confirma la pertenencia de Aranda a la diócesis de Burgos. No obstante Osma no se resigna a perder Aranda, en tanto es la más rica de las poblaciones del entorno, y recurre al papa. Medio siglo más tarde, en 1133, un nuevo concilio reunido en Burgos realiza ajustes en los territorios de las diócesis incluyendo a Aranda en la diócesis de Osma, a la que pertenecerá hasta el año 1954.
La tranquilidad de Aranda, una vez alejada la amenaza musulmana al sur, se ve alterada cuando en los primeros años del siglo XI Alfonso I de Aragón devasta los territorios castellanos, hasta que el concilio celebrado en 1114 en Palencia pone fin a las injerencias aragonesas en Castilla. Si bien Urraca I recupera el poder en Castilla, el aragonés seguirá usando el título de rey de estas tierras hasta el ascenso de Alfonso VII al trono, en 1126, cuando consigue reinstaurar el orden en Castilla y se lanza de nuevo a la guerra contra los musulmanes.
Las conquistas de Fernando III a los moros nos dejan la mención del primer arandino ilustre, Romero de Aranda, que en 1227, a las órdenes de Lope Díaz II de Haro, se hallaba en el alcázar de Baeza junto a otros 500 caballeros, que fueron liberados cuando el rey de Castilla tomo la plaza. Junto a él se encontraban otros ribereños como Ordoño y Alonso de Santa Cruz y Rui Sánchez de Aguilera. De esta época data el documento más antiguo del archivo municipal de Aranda. Datado en 1232, hace mención de la cesión que hace el rey, confirmando una vez más que Aranda era realenga, de unas aceñas y yubadas en favor del monasterio de Gumiel de Hizán. Las aceñas bajo cesión se localizan en la vieja fábrica de harinas de la carretera de Palencia, donde se han encontrado restos de capiteles y columnas pertenecientes a alguna pequeña capilla o claustro.
Durante el reinado de Fernando III Aranda se convierte en una gran villa medieval, favorecida por su situación geográfica y fertilidad de las tierras. Le sucede en el trono Alfonso X el Sabio que tendrá que hacer frente a constantes intrigas por parte de los nobles.En 1269 el infante Enrique, Lope Díaz III de Haro y la casa de Lara se conjuran contra el rey en Lerma aunque Aranda se mantiene fiel al monarca. En 1282 el hijo del rey Sancho, aconsejado por Lope Díaz III de Haro, se alza contra su padre. Si bien el enfrentamiento parece finalmente decantarse en favor de Alfonso X este muere en Sevilla en 1284 despejando el ascenso al trono de su hijo Sancho IV. El de Haro tiene grandes ambiciones y, dueño de la voluntad del rey, pretende apoderarse de ciudades y territorios que aumenten sus posesiones. Entre sus objetivos se encuentra el de conseguir ser nombrado señor de Aranda donde residen con frecuencia miembros de su familia. Es por esto que los regidores de Aranda solicitan al rey una confirmación de sus privilegios como villa real. Sin embargo antes de ello los desmanes cometidos por Lope hacen que en Alfaro en 1288 el rey se enfrente a él y tras una tensa discusión Lope muere al tratar de evitar ser apresado. Los regidores de Aranda insisten y finalmente el rey expide en Toledo a jueves primero de febrero de 1291 el que es el primer documento que acredita la condición de villa real de Aranda.

Porque la villa de Aranda era del Rey don Alfonso, nuestro padre, que Dios perdone, de quien nos fincamos herederos, sepan cuantos son o serán que de aquí en adelante que este privilegio vieren, como nos, Don Sancho, por la gracia de Dios, Rey de Castilla, de León... Tomamos la villa de Aranda para nos e para nuestro servicio e facémosla Real, e juramos e prometemos verdad a Dios e a la Virgen Santa, su madre, e a vos el Concejo ea los omes buenos de Aranda e de sus aldeas, que vos nunca demos ni vos empeñaremos ni daremos en cambio a infante ni a rico-ome ni a rica-fembra ni a orden ni a otro ome ninguno mas que siempre seades e finquedes nuestros e después de nuestro tiempo que seades de aquel que heredare Castilla e León e cualquier o cualesquier que contra esto vos pasaren que sean malditos de Dios e descomulgados e sean con Judas Iscariote alanzados en los infiernos por siempre jamás amen. E otorgamos vos de guardar e mantener en todos los fueros e franquezas e libertades que han las otras nuestras cibdades e villas de la extremadura e fuera de la Merindad de Santo Domingo de Silos. E porque esto sea firme e estable mandamos sellar este privilegio con nuestro dello de plomo, fecho en Toledo jueves primero de febrero era de mil e trescientos e veintinueve años.
Archivo Municipal de Aranda: Becerro antiguo, fol.1 núm. 1.

Del contexto se deduce que Aranda había tenido siempre por señor al rey y que se regía por el fuero de Extremadura.
En abril de 1306 Fernando IV se hallaba enfrentado con Juan Núñez de Lara el menor. El infante Juan, a pesar de la oposición de la reina María de Molina, indujo al rey a que le declarase la guerra, sabiendo que este era aliado de Diego López V de Haro y que acudiría a su defensa para de este modo tener la oportunidad de recuperar para su esposa el Señorío de Vizcaya. Juan Núñez se encontraba en Aranda y allí se dirigieron las mesnadas el monarca y del infante Juan con intención de apresarle. El enfrentamiento subsecuente fue le denominado Cerco de Aranda.

### Edad Moderna

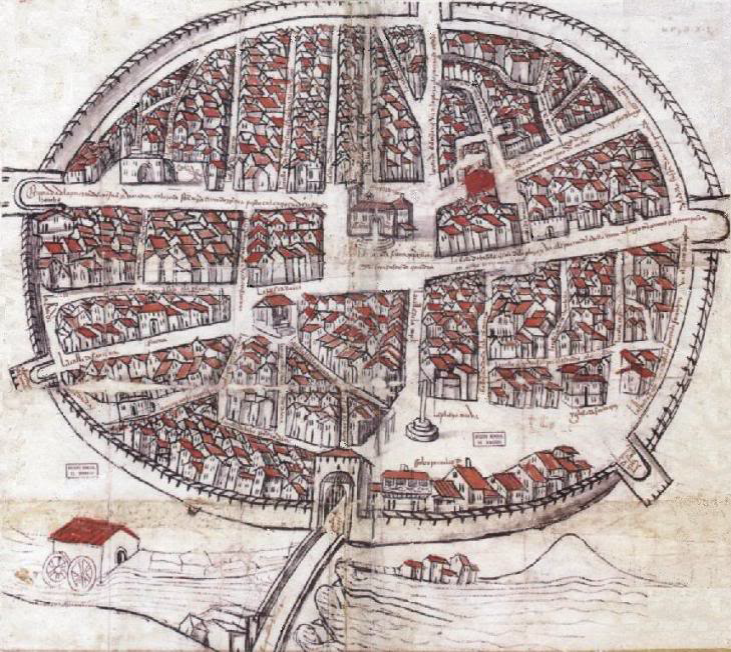
Plano de comienzos del

Durante la Guerra de las Comunidades de Castilla, Aranda de Duero se unió a la rebelión. El 11 de septiembre de 1520 la villa destituyó violentamente al corregidor y a los alcaldes de sus puestos, nombrando otros alcaldes ordinarios que pasaron a ejercer su oficio en nombre de la Comunidad. Éstos, además, compartieron su poder con los diputados nombrados por la población y otros cuatro regidores designados en sus cargos por el periodo de un año. Los ocho escribanos vitalicios fueron también reemplazados por doce individuos diferentes. En realidad, el concejo arandino pareció no mostrar entusiasmo ante el movimiento, sino mantener una postura sumamente ambigua ante el rey, minimizando lo ocurrido hasta entonces. No obstante, en marzo-abril de 1521 se negó a proporcionar los 200 soldados solicitados y su paga solicitada por el Condestable, pero al mismo tiempo sí puso a disposición de los comuneros 300 hombres de armas. Tras la batalla de Villalar, este apoyo a los rebeldes le valió los reproches de Burgos, que pidió a los virreyes a comienzos de mayo de 1521 que la ciudad recibiese castigo por su actitud pasada. Entre las penas a las que fueron condenados los comuneros arandinos están la de destierro y la de confiscación de bienes. Otros acusados, no obstante, pudieron reincorporarse pronto a la vida política local (como Alonso Duzanos o Juan de Alameda).
En el siglo XVIII, durante la monarquía de los Borbones, Aranda de Duero se consolida como villa de realengo. En este siglo y en el siguiente, con la incipiente tradición agrícola y vinícola y con la construcción del ferrocarril, la zona reactiva su economía y adquiere un importante renombre a nivel nacional.

### Edad Contemporánea
El Tratado de Fontainebleau disponía la entrada de los ejércitos imperiales en la península para la proyectada invasión de Portugal. En octubre de 1807 comienzan los preparativos para la entrada en Burgos de las tropas francesas, inicialmente restringida a Burgos, Pancorbo y Miranda de Ebro.
En marzo de 1808, las primeras tropas francesas atraviesan Aranda, bajo el mando del Mariscal Murat, en dirección a Madrid. Este movimiento generó gran preocupación en la villa, dado que ocupado ya Portugal la presencia de las tropas francesas se juzgaba innecesaria. Las autoridades municipales supusieron que su intención era apoyar al Príncipe Don Fernando enfrentado al favorito del rey, Godoy. Por ello se recibió cordialmente a los franceses, aunque estos no se detuvieron y prosiguieron su camino a la capital. A finales del mismo mes la llegada del Mariscal Bessières implicó el acuartelamiento de las primeras tropas francesas, bajo el mando del nuevo gobernador Jean-Marie Dorsenne, en las casas y en los conventos de Aranda, el de San Francisco, del que permanece la iglesia de San Juan de la Vera Cruz, el Convento Dominico de Sancti Spiritus, frente al hospital Santos Reyes, y el Palacio Episcopal, en los jardines de Don Diego. La tensión fue en aumento durante todo el mes de abril, debido al continuo paso de correos franceses y de personalidades. El 7 de abril pasó por la villa, rumbo a Bayona, el infante Don Carlos y el 11, el ya Rey, Fernando VII que fue recibido con todos los honores y entusiasmo en la villa. A finales de mes llegaron noticias de los levatamientos antifranceses de Burgos, 18 de abril, y León, 24 de abril. La convivencia con los imperiales se había ido deteriorando en la villa, al estar obligados sus vecinos a suminstrar alojamiento, víveres y bagaje a los soldados. El clero comenzó a ocultar sus bienes así como los libros parroquiales. Varios soldados murieron de enfermedad y fueron enterrados en Santa María, junto a la pila de agua bendita frente al Altar de la Encarnación.
El 5 de Mayo llegaron en comitiva otros tres miembros de la familia real, la Reina de Etruria, el infante Don Francisco y Don Antonio, rumbo a Francia, junto a las primeras noticias del levantamiento del 2 de Mayo en Madrid. Comenzaba así en España la Guerra de Independencia y pese a la conmoción general de los vecinos, la ocupación militar francesa impidió cualquier acción en la villa. La fuerza del Ejército Real más próxima, dos escuadrones de caballería acuartelados en Valladolid, bajo las órdenes del Capitán General de Castilla, el General Cuesta, acabó sumándose al levantamiento el 31 de mayo y el Regimiento Provincial de Burgos, teórico defensor de Aranda conformado por 34 jefes y oficiales y 577 soldados de tropa de gentes de toda la provincia, se encontraba desplegado en Jerez de la Frontera,con motivo de la anterior guerra contra Inglaterra.
El 17 de julio pasó por Aranda el nuevo rey impuesto por Napoleón, su hermano José, rumbo de la Corte en Madrid, recibiendo una fría bienvenida de las autoridades locales. Aunque tan sólo veinte días después atravesaba de nuevo la villa, junto a 25.000 soldados franceses, rumbo a Vitoria, tras tener noticia de la derrota sufrida por el ejército francés de Dupont en la Batalla de Bailén, a manos del Ejército de Andalucía del General Castaños y donde se encontraban incorporados los milicianos arandinos del mentado Regimiento Provincial de Burgos. Con él partió toda la guarnición francesa de Aranda, no sin antes, saquear la villa, incluyendo la iglesia de Santa María, aunque al tratar de hacer lo mismo con el Santuario de la Virgen de las Viñas una multitud enardecida lo impidió, quedando así Aranda, el 6 de agosto de 1808, libre de invasores franceses.
A pesar de que en las elecciones de febrero de 1936 las derechas habían obtenido 8782 votos frente a los 2965 del Frente Popular el gobernador civil cesa al Ayuntamiento, de elección popular, sustituyéndolo por una gestora afín, que de inmediato se ganó la enemistad de los sectores más conservadores.

## Demografía
Aranda de Duero cuenta con una población de 33 675 habitantes (INE 2024).
| Gráfica de evolución demográfica de Aranda de Duero entre 1842 y 2021 |
| |
| Población de derecho según los censos de población del INE Población de hecho según los censos de población del INEEntre el censo de 1981 y el anterior, crece el término del municipio porque incorpora a Aguilera. |

En 1843 pertenecía al partido de Aranda y contaba con 4122 habitantes. Datos recogidos por el INE (2011) apuntaban a que Aranda de Duero posee una población de 33 229 habitantes. Tras un estancamiento de población durante los años 1990, Aranda gana habitantes lentamente siguiendo la tónica general de casi toda la provincia, aunque bien es cierto es que en los últimos veinte años (entre 1987 y 2007) la población tan sólo ha aumentado en unas tres mil personas.
La ciudad ocupa el tercer puesto en el orden de población provincial, después de Miranda de Ebro y delante de Briviesca. En la comunidad de Castilla y León es la duodécima ciudad más poblada, detrás de Miranda de Ebro y delante de San Andrés del Rabanedo.
El gentilicio de Aranda de Duero es arandino o arandina.
| Núcleos         | Habitantes (2000) | Habitantes (2010) |
| --------------- | ----------------- | ----------------- |
| Aranda de Duero | 29 245            | 32 537            |
| La Aguilera     | 271               | 254               |
| La Calabaza     | 138               | 130               |
| Monte Costaján  | -                 | 101               |
| Sinovas         | 108               | 132               |

## Economía

### Sector primario
La actividad agraria ha sido durante siglos la predominante tanto en Aranda de Duero como en los municipios de su entorno, abundan los terrenos miocénicos relativamente blandos y horizontales, existiendo terrenos cuaternarios generados por el Duero, en el fondo del valle y pie de laderas, con formaciones poco potentes. La calidad reconocida de los vinos con D.O. Ribera del Duero han hecho que multitud de personas vivan del cultivo y elaboración del vino.

### Sector secundario

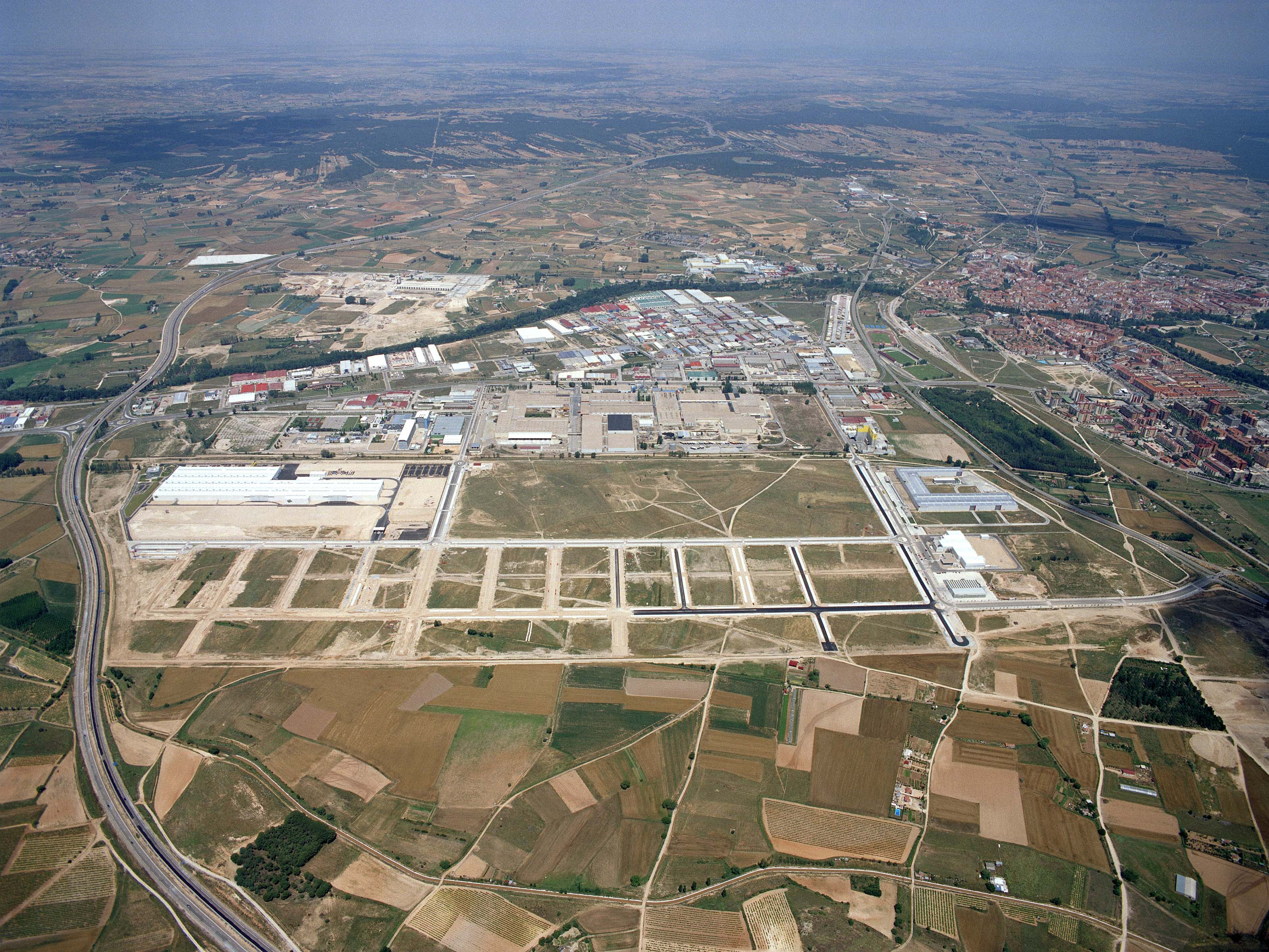
Vista aérea de la ciudad, en primer plano los polígonos industriales Prado Marina y Allendeduero

Aranda cuenta con una larga tradición industrial que se remonta a finales del siglo XIX y principios del XX, centrada en diversos sectores agroalimentarios como harineras y azucareras, pero la verdadera transformación industrial tiene lugar a lo largo del presente siglo y especialmente en las tres últimas décadas con la implantación del polígono industrial Allendeduero. En la actualidad cuenta con 6 de las 87 zonas industriales de Castilla y León: las cuatro áreas industriales de las zonas Este, Oeste, Norte (Hontanar) y Sur, el polígono industrial Allendeduero y el polígono industrial Prado Marina, además de los cercanos polígono industrial Alto de Milagros en Milagros y polígono industrial de Gumiel de Izán en Gumiel de Izán.
Debido a esto, Aranda de Duero cuenta con uno de los mayores parques de vehículos dedicados al transporte de mercancías de España, tiene 643 autorizaciones de transporte pesado.

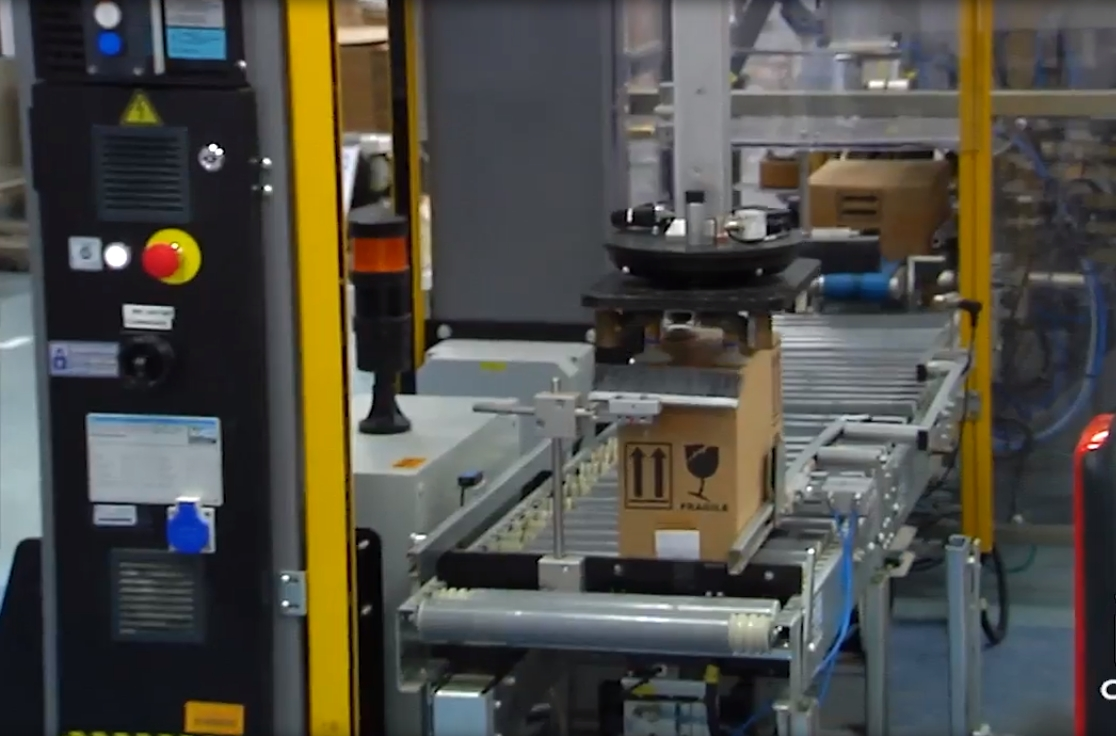
Planta de GSK en Aranda de Duero

El crecimiento de la industria comenzó en la década de 1970 por tres grandes empresas manufactureras: Michelín (Fábrica de neumáticos), Leche Pascual (productos lácteos) y GlaxoSmithKline (farmacéutica). Tras las distintas fases del polígono industrial Allendeduero, en 2004 se inició la construcción de uno nuevo, el polígono industrial Prado Marina.

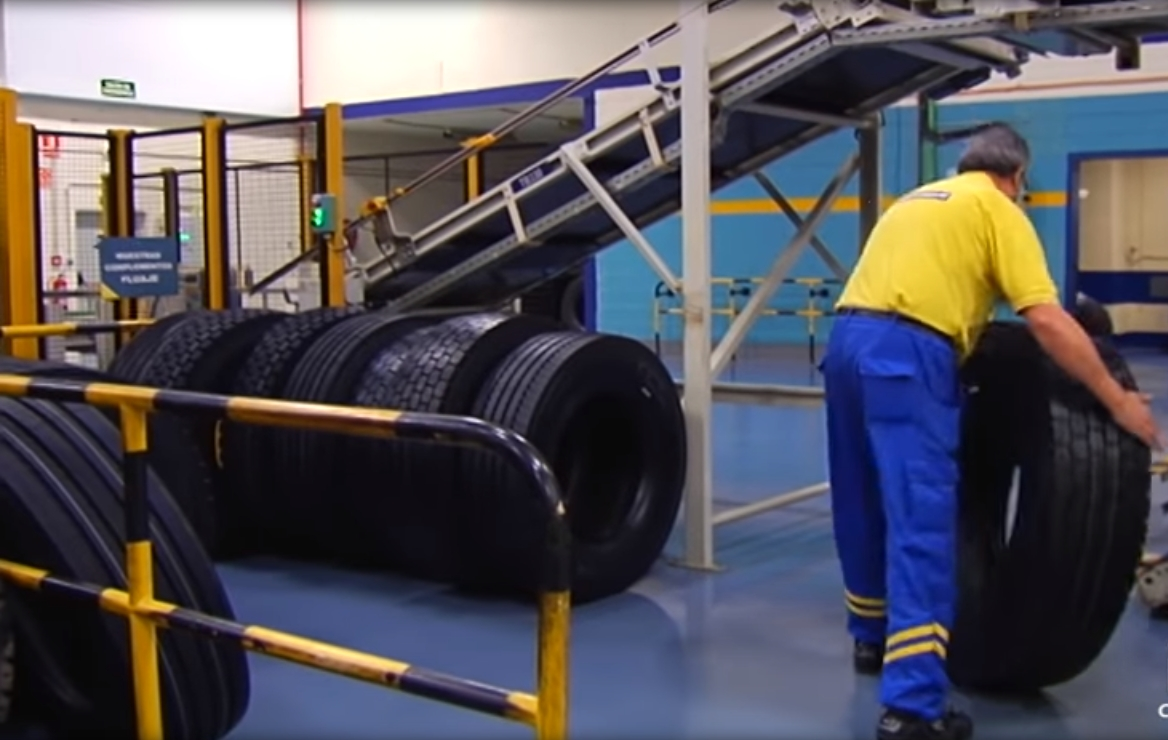
Fábrica de Michelin en Aranda de Duero

Aranda es un importante centro industrial. Entre las 500 mayores empresas de la comunidad autónoma por facturación se encuentran instaladas en Aranda: Grupo Leche Pascual (8.ª - 3390 empleados), GlaxoSmithKline (15.º - 480 empleados), Grupo Gerardo de la Calle-Artepref (167.ª - 260 empleados), Inhercu (175.ª - 58 empleados), Grupoil (183.º - 74), Constructora Peache (188.ª - 150), Pdh Pascual (209.ª - 103), Lobanfi (260.ª - 25), Porcipar (290.ª - 3), Siro Vázquez (325.ª - 62), Hiescosa Aranda Hierros (326.ª - 30), Tamaca Autocentro (341.ª - 45), Transportes Enrique Heredero (381.ª - 85), Construcciones Hermanos Riesgo de Aranda (460.ª - 42), Semirremolques Rojo (499.ª - 71). Además de factorías de otras empresas, como por ejemplo la multinacional Michelin, la factoría de Aranda, dentro de la línea de Producto Camión, es la más importante y productiva con que cuenta el Grupo Michelin en Europa.
Durante la última década, la apertura de las nuevas zonas industriales en la ciudad ha provocado la llegada de nuevas fábricas y empresas como: Verdifresh, Tubos Aranda, Cuadros Eléctricos Aranda, Digitex, Todoaceros, Aceros de China y Tecnoaranda, la cual se ha convertido en la mayor fábrica de torres de aerogeneradores de Europa, con un total de 551 000 m².

### Sector terciario
Se justifica como capital de la comarca, los centros educativos, hospitalarios y comerciales concentran el grueso de este sector. Y durante los últimos años la oferta turística se ha ampliado gracias al enoturismo, y del crecimiento de este en la comarca, ya que en 2009 la Ruta del Vino Ribera del Duero se ha convertido la 3.ª más visitada de las rutas del vino de España, con más de 131 000 visitas.
En 2011, abrieron sus puertas la primera sala multicines de la ciudad. Dispone de un total de siete salas, dos de ellas con tecnología de proyección en tres dimensiones.

## Administración y política

### Gobierno municipal

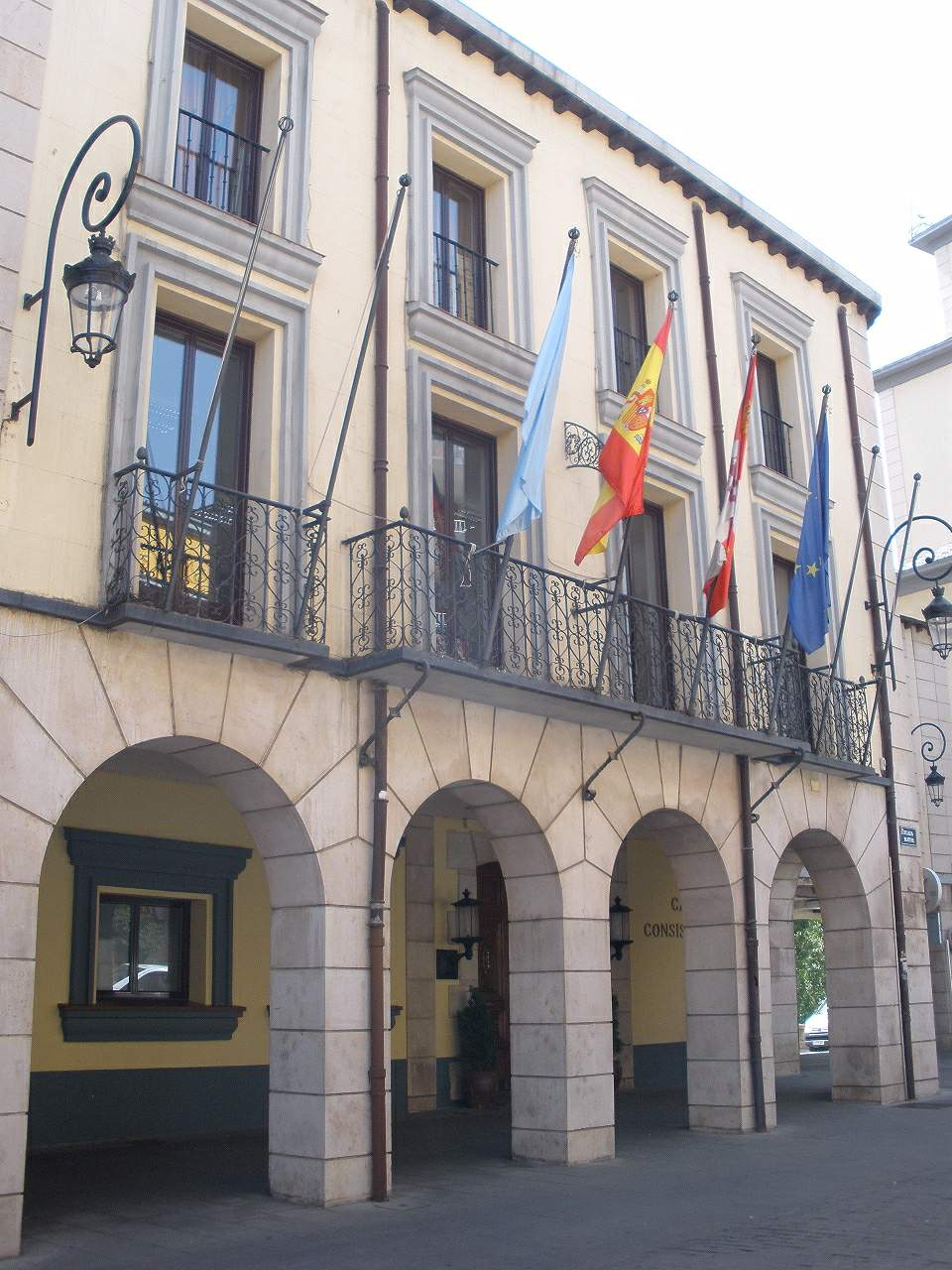
Ayuntamiento de Aranda de Duero

Estos son los alcaldes democráticos de la villa de Aranda de Duero desde 1979. El último alcalde antes de 1979 fue José Eugenio Romera Pascual, abogado nacido en Aranda de Duero que trajo prósperos cambios para el pueblo.
| Periodo   | Nombre                      | Partido | Partido                                  |
| --------- | --------------------------- | ------- | ---------------------------------------- |
| 1979-1983 | Ricardo García García-Ochoa |         | Unión de Centro Democrático (UCD)        |
| 1983-1983 | Leonisa Ull Laita           |         | Partido Socialista Obrero Español (PSOE) |
| 1983-1984 | Rafael de las Heras Niño    |         | Alianza Popular (AP)                     |
| 1984-1987 | Porfirio Abad Raposo        |         | Alianza Popular (AP)                     |
| 1987-1991 | Ricardo García García-Ochoa |         | Centro Democrático y Social (CDS)        |
| 1991-1995 | Leonisa Ull Laita           |         | Partido Socialista Obrero Español (PSOE) |
| 1995-1999 | Javier Arecha Roldán        |         | Partido Popular (PP)                     |
| 1999-2003 | Luis Briones Martínez       |         | Partido Socialista Obrero Español (PSOE) |
| 2003-2007 | Ángel Guerra García         |         | Partido Popular (PP)                     |
| 2007-2011 | Luis Briones Martínez       |         | Partido Socialista Obrero Español (PSOE) |
| 2011-2023 | Raquel González Benito      |         | Partido Popular (PP)                     |
| 2023-2027 | Antonio Linaje Niño         |         | Sentir Aranda (SA)                       |

| Partido político    | Partido político                                                    | 1979   | 1983   | 1987   | 1991   | 1995   | 1999   | 2003   | 2007   | 2011   | 2015   | 2019   | 2023   |
| Partido político    | Partido político                                                    | Ediles | Ediles | Ediles | Ediles | Ediles | Ediles | Ediles | Ediles | Ediles | Ediles | Ediles | Ediles |
|                     | Partido Socialista Obrero Español (PSOE)                            | 4      | 7      | 9      | 9      | 6      | 8      | 9      | 9      | 7      | 5      | 7      | 5      |
|                     | Alianza Popular (AP)-Partido Popular (PP)                           | —      | 7      | 4      | 6      | 10     | 9      | 9      | 9      | 8      | 7      | 6      | 5      |
|                     | Partido Comunista de España (PCE)-Izquierda Unida (IU)              | 2      | 2      | 1      | 3      | 4      | 2      | 1      | 2      | 2      | 2      | 1      | 1      |
|                     | Vox                                                                 | —      | —      | —      | —      | —      | —      | —      | —      | —      | —      | 2      | 2      |
|                     | Podemos                                                             | —      | —      | —      | —      | —      | —      | —      | —      | —      | 2      | 2      | 1      |
|                     | Ciudadanos (CS)                                                     | —      | —      | —      | —      | —      | —      | —      | —      | —      | 2      | 3      | 1      |
|                     | Sentir Aranda (SA)                                                  | —      | —      | —      | —      | —      | —      | —      | —      | —      | —      | —      | 6      |
|                     | Tierra Comunera (TC)                                                | —      | —      | —      | —      | —      | —      | 2      | 1      | 2      | —      | —      | —      |
|                     | Unión de Centro Democrático (UCD)-Centro Democrático y Social (CDS) | 8      | 5      | 7      | 2      | —      | —      | —      | —      | 1      | —      | —      | —      |
|                     | Renovación Arandina Progresista (RAP)                               | —      | —      | —      | —      | 1      | 2      | —      | —      | —      | 2      | —      | —      |
|                     | Unión Progreso y Democracia (UPyD)                                  | —      | —      | —      | —      | —      | —      | —      | —      | 1      | 1      | —      | —      |
|                     | Acción Popular Burgalesa (APB)                                      | —      | —      | —      | 1      | —      | —      | —      | —      | —      | —      | —      | —      |
|                     | Independientes                                                      | 4/3    | —      | —      | —      | —      | —      | —      | —      | —      | —      | —      | —      |
| Total de concejales | Total de concejales                                                 | 21     | 21     | 21     | 21     | 21     | 21     | 21     | 21     | 21     | 21     | 21     | 21     |

### Urbanismo

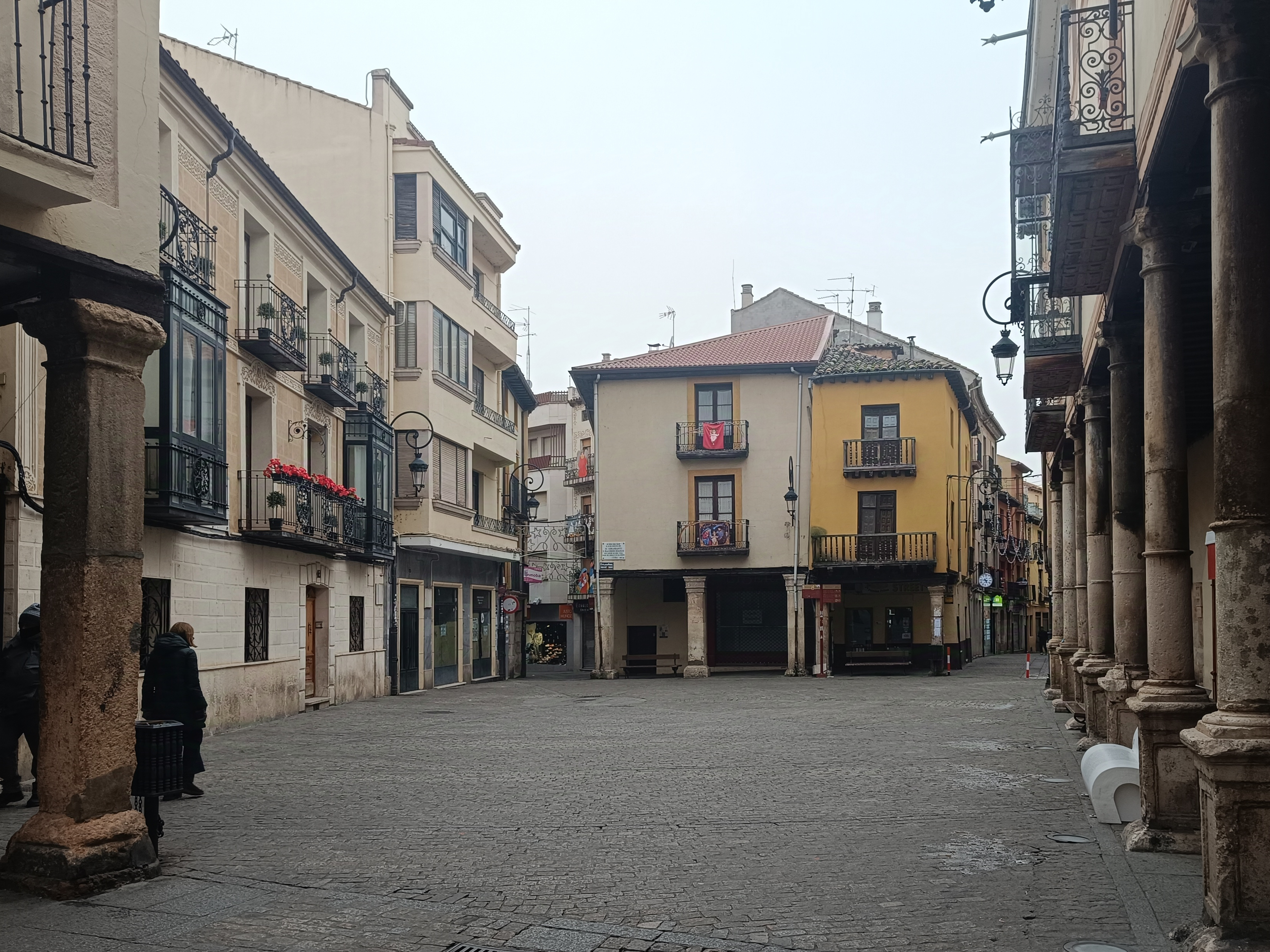
Aspecto de la Plaza del Trigo en diciembre de 2024. La plaza se ha convertido en un referente musical debido a las actuaciones que alberga durante el festival Sonorama Ribera

El término municipal de Aranda de Duero se encuentra ordenado por un Plan General de Ordenación Urbana, aprobado definitivamente por acuerdo de la Comisión Provincial de Urbanismo de Burgos de 18 de febrero de 2000, que no ha sido adaptado a la Ley 5/1999, de Urbanismo de Castilla y León, ni al Reglamento de Urbanismo de Castilla y León, aun cuando el plazo de adaptación a la Ley expiró el 5 de mayo de 2003. La adaptación del Plan General se inicia por parte del Ayuntamiento, mediante Acuerdo de la Junta de Gobierno de 14 de febrero de 2002, constando la elaboración de un documento para la aprobación inicial en diciembre del año 2002.
Durante la tramitación del nuevo sector urbano San Antón, la Ponencia Técnica del Consejo de Urbanismo y Ordenación del Territorio de Castilla y León, formuló propuesta de suspender la aprobación definitiva para que por el Ayuntamiento se justifique su necesidad y urgencia, habida cuenta de que ha transcurrido ya el plazo de cuatro años señalado para la adaptación del Plan General de Ordenación Urbana a la Ley 5/1999, de 8 de abril, de Urbanismo de Castilla y León. El promotor alega como la dilatada tramitación del expediente es imputable a la Administración Local invocando la igualdad de trato respecto de otros expedientes similares.:

Pues bien, respecto de esta observación, el Consejo de Urbanismo y Ordenación del Territorio considera que la dilatada tramitación municipal del expediente no debe resultar finalmente perjudicial para sus promotores, los cuales no son responsables del incumplimiento municipal de su obligación de adaptar el Plan General al nuevo marco legal. Por ello el Consejo considera que, sin perjuicio de la corrección del razonamiento realizado por la Ponencia Técnica, procede la aprobación definitiva de esta Modificación en aras de la igualdad de trato con otros expedientes similares.

Tras la entrada en vigor del Reglamento de Urbanismo de Castilla y León, aprobado por Decreto 22/2004, de 29 de enero, mediante acuerdos de la Junta de Gobierno local de 25 de enero y 1 de febrero de 2005, se acordó continuar con la elaboración y redacción del documento de modificación y adaptación del Plan General de Ordenación Urbana de Aranda de Duero, en este caso, tanto a la Ley 5/1999, como al Reglamento de Urbanismo de Castilla y León.
Con fecha 19 de marzo de 2007, el Pleno del Excmo. Ayuntamiento de Aranda de Duero, previo dictamen de la Comisión municipal informativa de Urbanismo, Vivienda e Infraestructuras, acordó por 11 votos a favor, 2 votos en contra y 6 abstenciones, aprobar inicialmente el Proyecto, con la condición de que previamente a la aprobación inicial se corrijan las deficiencias indicadas en el informe de la Arquitecta municipal de fecha 18 de febrero de 2007.
Mediante Orden de la Consejería de Fomento de fecha 22 de mayo de 2009 se resolvió aprobar definitivamente de forma parcial la Modificación del Plan General Municipal de Ordenación Urbana de Aranda de Duero (Burgos), para su Adaptación a la Ley y al Reglamento de Urbanismo de Castilla y León, en lo relativo a las determinaciones del sector S-1, industrial «Prado Marina», y suspender la Modificación en lo relativo al resto del documento de adaptación.

«...Por lo que sin obviar que concurre un interés general en la sustanciación de este deber de adaptación del planeamiento vigente a la normativa urbanística, cabe aceptar el desistimiento de este concreto procedimiento de modificación del Plan General de Ordenación Urbana de Aranda de Duero para su adaptación a la Ley y al Reglamento de Urbanismo, teniendo en cuenta por una parte las dificultades para que el actual documento técnico subsane las deficiencias pendientes, y se adapte a la nueva normativa urbanística, y por otra parte el acuerdo del Ayuntamiento de iniciar de nuevo un procedimiento para modificar su planeamiento vigente a fin de adaptarlo a la actual normativa urbanística, que ha sido recientemente reformada a través de la citada Ley 4/2008, y el Decreto 45/2009, de 9 de julio, por lo que puede entenderse que en ningún momento sufre menoscabo el mencionado interés general en la adaptación del planeamiento a la legislación urbanística...»

Iniciada el 2 de febrero de 2004, la Adaptación del Plan General de Ordenación Urbana del año 2000 al Reglamento de Urbanismo de Castilla y León, obtiene su aprobación inicial en 2006, con los votos favorables del bipartito (PP + TC), y las abstenciones del PSOE, a excepción de su portavoz, Luis Briones que, junto con el edil de IU, Alfredo Bolopo, votaban en contra. La iniciativa de Soledad Romeral, creando dos nuevos sectores residenciales con una superficie de 1370 525 m², fue contestada por Briones, recordando como los informes técnicos hablan de irregularidades, que está incompleto, tiene deficiencias, inconcrecciones y que el que hacía dicho informe era su tío, asegurando como esta adaptación carece de motivación. Se trata de «una modificación encubierta que convierte a Aranda en uno de los municipios con mayor especulación urbanística», criticando algunas propuesta como el Plan Especial de Sabeco, Quinta Julia, reducción de edificabilidad en Eras de Santa Catalina, e incremento en Arroyo de la Nava, etc. Por su parte Bolopo recuerda su voto en contra del actual plan porque pensábamos que estaba mal y este creemos que es aún peor.

## Monumentos y lugares de interés

### Edificios civiles

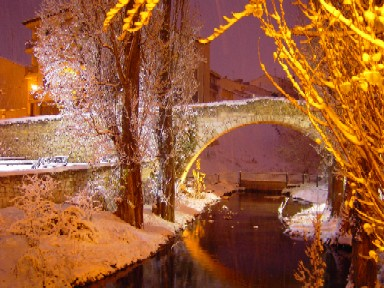
Puente románico

- Palacio de los Berdugo: Casona renacentista sita en el centro de la ciudad.
- Bodegas: Las más de 300 bodegas que conformaron en su día la ciudad subterránea de Aranda de Duero, se construyeron entre los siglos siglo XII y XVIII.[66] En estas galerías se almacenaron grandes cosechas de vino, ya que en su interior se dan las condiciones ideales de temperatura (entre 10 y 13 °C) y humedad para su maduración. Son uno de los mayores y mejor conservados conjuntos de bodegas medievales que existen. En la actualidad, hay más de 120 bodegas con una extensión que supera los 7 kilómetros de recorrido en el subsuelo del casco antiguo de la ciudad.
- Plaza del Trigo: alberga algunos de los edificios más representativos de Aranda, así como numerosas bodegas históricas.
- Puente Conchuela: Se trata de un puente de origen medieval.[67]
- Puente Románico de las Tenerías: Puente arandino conocido como Puente Romano, a pesar de no ser en realidad un puente de aquella época.
- Humilladero: Situado en el parque de San Antón.

### Edificios religiosos

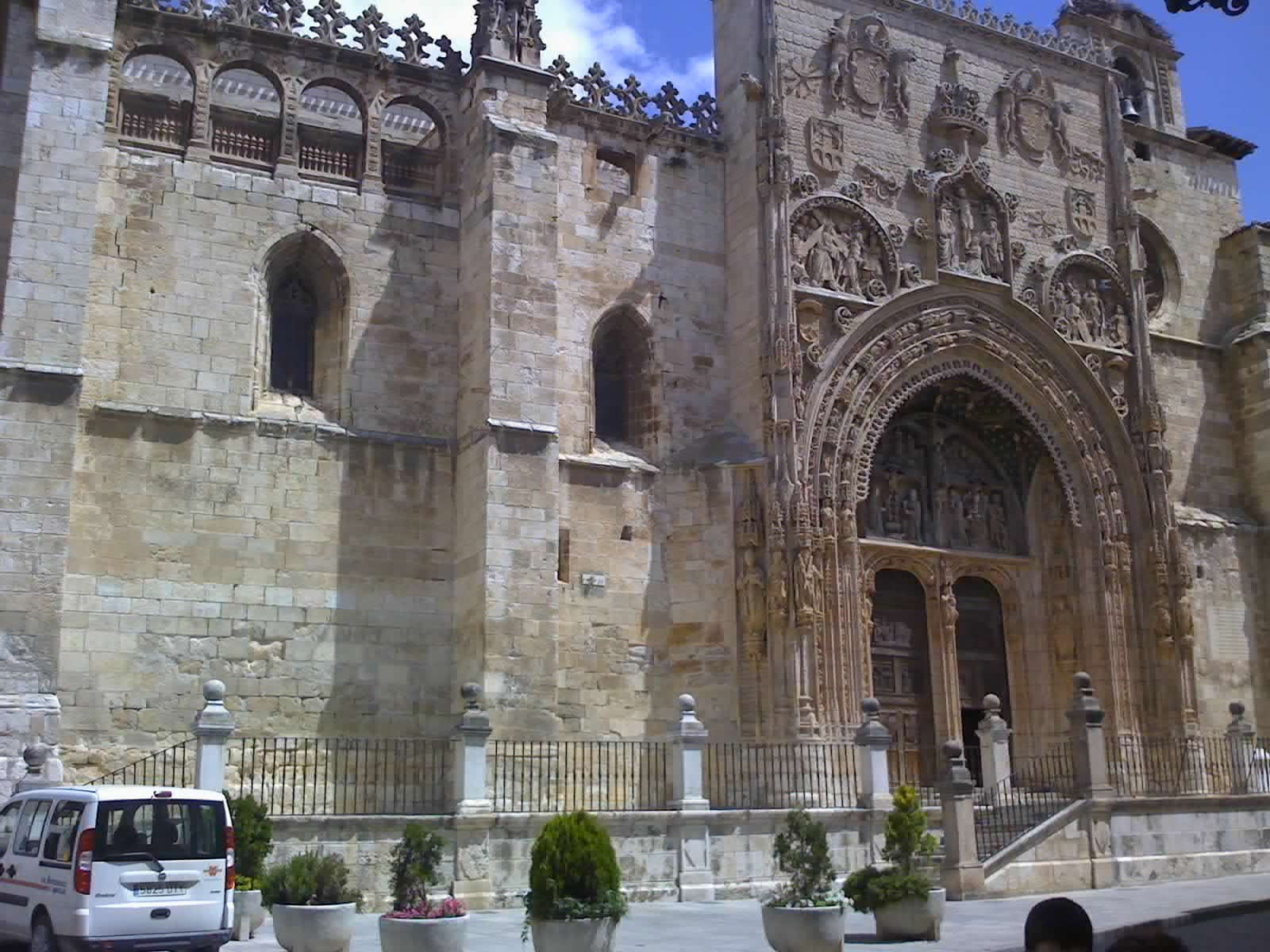
Iglesia de Santa María la Real

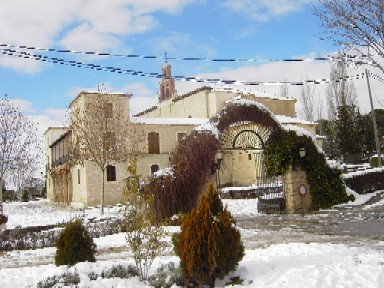
Santuario de la Virgen de las Viñas

- Iglesia de Santa María la Real: fue construida entre el siglo XV y el siglo XVI, posee una portada gótica isabelina construida por Simón de Colonia. El conjunto de la portada está coronado por una crestería. Los bajorrelieves originales de las puertas están en el Museo Sacro dado el deterioro y han sido sustituidos por copias fidedignas. En la parte exterior se ubican los cuatro Padres de la Iglesia de Occidente, San Ambrosio, San Jerónimo, San Agustín y San Gregorio Magno. Dentro de la iglesia nos encontramos con un retablo renacentista del siglo XVI y destaca un púlpito de madera así como la escalera que conduce al coro y que es de estilo mudéjar. La capilla que alberga la pila bautismal está enmarcada en un pórtico renacentista con decoración de estilo grutesco. Fue declarada Bien de Interés Cultural en la categoría de Monumento el 3 de junio de 1931.[68]
- Iglesia de San Juan: templo que albergó en 1473, el concilio arandense o Concilio de Aranda. Se trata de una iglesia gótica, con retablo renacentista y torre fortificada, que indica que en un principio fue utilizada como defensa. En la actualidad se aloja en ella el Museo de Arte Sacro de la Ribera. Fue declarada Bien de Interés Cultural en la categoría de Monumento el 12 de noviembre de 1982.[68]
- Santuario de la Virgen de las Viñas: esta ermita del siglo XVII se ubica al norte de la ciudad sobre una pequeña colina que preside el parque del mismo nombre. Allí se encuentra la imagen de la Virgen de las Viñas, patrona de la ciudad.
- Iglesia de San Juan de la Vera Cruz: este templo alberga en su interior restos del primitivo retablo del convento dominico del Sancti Spiritus. Fue sede del conocido como colegio de la Vera Cruz, una de las primeras instituciones educativas de la localidad.
- Iglesia de San Nicolás de Bari: esta iglesia se ubica en el barrio de Sinovas. Se trata de un Monumento Nacional que posee un retablo barroco y artesonado mudéjar. Fue declarado Monumento Nacional el 9 de julio de 1964. Actualmente se encuentra en proceso integral de restauración.[69]

- Santuario de San Pedro Regalado: Este monasterio se encuentra en la pedanía de La Aguilera. Originalmente fue un cenobio franciscano, entre 2004 y 2010 estuvo ocupado por monjas clarisas y, a partir del 8 de diciembre de 2010, es la casa matriz de la congregación Iesu Communio.

## Servicios

### Sanidad
- Hospital Santos Reyes[70]
- Centro de salud Aranda Norte[71]
- Centro de salud Aranda Sur[72]
- Centro Policlínico de Aranda (privado)

### Educación

#### Estudios Universitarios
- La Universidad Pontificia Comillas, junto con la Escuela de Enología San Gabriel imparten desde el curso 2009-10, el máster en Viticultura, Enología y Gestión de Bodegas en sus instalaciones de La Aguilera.[73]
- La Universidad de Burgos, desde el curso 2011-2012, impartirá un máster oficial de Enoturismo.[74]
  - Además, todos los veranos organiza varios cursos de verano, con sede en Aranda.
- La Universidad Nacional de Educación a Distancia (UNED) imparte las enseñanzas a distancia:[75]
  - Ingeniería Técnica en Informática de Gestión.
  - Ingeniería Técnica en Informática de Sistemas.

#### Otros estudios
- Ciudad de la Educación San Gabriel:
  - Centro Integrado de Formación Profesional San Gabriel
  - Instituto de Formación Continua San Gabriel (formación no reglada para empresas)
- Centro Integrado de Formación Profesional Santa Catalina:
  - Actividades físicas y deportivas
  - Administración y Gestión
  - Comercio y Marketing
  - Electricidad y Electrónica
  - Informática y Comunicaciones

### Comunicaciones
La ciudad se encuentra situada entre Madrid y Burgos, lo que la convierte en un punto estratégico de descanso en los viajes norte/sur.

#### Carretera
Por el municipio discurren numerosas carreteras nacionales, autovías y autopistas que unen a la ciudad con todas las capitales que la rodean. Destacan:
- Autovía del Norte (A-1) de Madrid a Irún.
- N-122: Soria-Valladolid

En proyecto está el desdoblamiento de la N-122 para crear una nueva autovía que se denominará A-11 (o autovía del Duero).
Circunvalación que une la N-122 con la N-I.
También hay carreteras secundarias que la comunican con capitales de provincia como la CL-603 (Aranda-Segovia) o la CL-619 (Aranda-Palencia).
El resto de carreteras de Aranda son la BU-120 a Roa, la BU-910 a Caleruega, la BU-925 a La Gallega, la BU-945 a Sigüenza y la BU-P-1102 a Sotillo de la Ribera.

#### Ferrocarril
Históricamente, Aranda de Duero tuvo dos líneas de ferrocarril para la circulación tanto de pasajeros como mercancías. Sin embargo, los distintos planes de infraestrucutras del Ministerio de Fomento han apostado por otras vías de vertebración para la comunidad de Castilla y León y para la provincia de Burgos.
- La primera línea de ferrocarril, Valladolid-Ariza, en la cual se encontraba la estación de Aranda de Duero-Chelva, fue clausurada en 1984. En la actualidad la estación alberga el Museo del Ferrocarril de Aranda de Duero.
- La segunda estación de la ciudad, Aranda de Duero-Montecillo, perteneciente a la línea Madrid-Burgos (abierta en 1968) fue cerrada en 2021, después de cuarenta y cuatro años en servicio. Hasta el 1 de septiembre de 2015 la estación permaneció abierta para el tráfico de mercancías, produciéndose su cierre definitivo en la fecha indicada. Actualmente, con la apertura en 2016 de un ramal ferroviario que da servicio al polígono industrial Prado Marina, varios trenes de mercancías recorren semanalmente las vías del Directo, a la espera de una solución en el recorrido entre Aranda y Madrid.[76]

Según la administración ferroviaria, con el proyecto años 2020, ningún español quedaría a menos de 50 kilómetros de una estación de AVE, pero las irregularidades del proyecto y los trazados, ubicarían a Aranda de Duero a una distancia mínima de 82 kilómetros de una de ellas incumpliendo las propias directrices del plan; aun así, ningún viso hay de que esto se solucione.

#### Autobuses urbanos
Aranda posee una red de autobuses urbanos compuesta por tres líneas. También hay líneas especiales como la del cementerio o la que va a las piscinas de La Calabaza durante los meses de verano.
También existe el servicio de taxis. La parada de servicio está ubicada en Los Jardines de Don Diego, que es la zona donde se encuentran los principales bancos y edificios de la ciudad.

#### Bicicleta
En 2011 se inauguró un sistema de alquiler de bicicletas con varios puntos de préstamo a lo largo de la ciudad, que junto con la ampliación de carril-bici, significa una apuesta por la movilidad sostenible en Aranda. El plan no tuvo el éxito esperado inicialmente.

#### Aeropuertos cercanos
Los aeropuertos más cercanos son el de Burgos, situado a 80 kilómetros, y el de Villanubla en Valladolid a 90 kilómetros. El aeropuerto de Barajas de Madrid se encuentra a unos 150 kilómetros.

## Cultura

### Museos
- Museo del Ferrocarril de Aranda de Duero: En la antigua estación Chelva, por la que pasaba la línea Valladolid-Ariza, se ha instalado un museo sobre la historia e importancia del ferrocarril
- Museo de Cerámica: Situado en el barrio de Santo Domingo, reúne una amplia colección de cerámica tradicional de Castilla y León, así como otras regiones de España.
- Museo Sacro Iglesia de San Juan: Museo con parte del patrimonio religioso de Aranda situado en la iglesia de San Juan, en la que se celebró el Concilio Arandense, en el año 1473. Ahora, gracias al Ayuntamiento de Aranda de Duero, el templo acoge una muestra permanente de interesantes obras de la comarca de la Ribera del Duero.
- Centro de Interpretación de la Arquitectura Asociada al Vino (CIAVIN): Museo que ayuda a descubrir el legado histórico que la cultura del vino ha ido plasmando en la Ribera del Duero. Desde la época romana, la elaboración y conservación del vino ha marcado el patrimonio de la ciudad (mosaicos, bodegas, lagares, cubas, vasijas...) y, en especial, en las bodegas subterráneas medievales de la villa.
- Museo Casa de las Bolas: Con 130 obras de la Colección Félix Cañada.

### Ocio

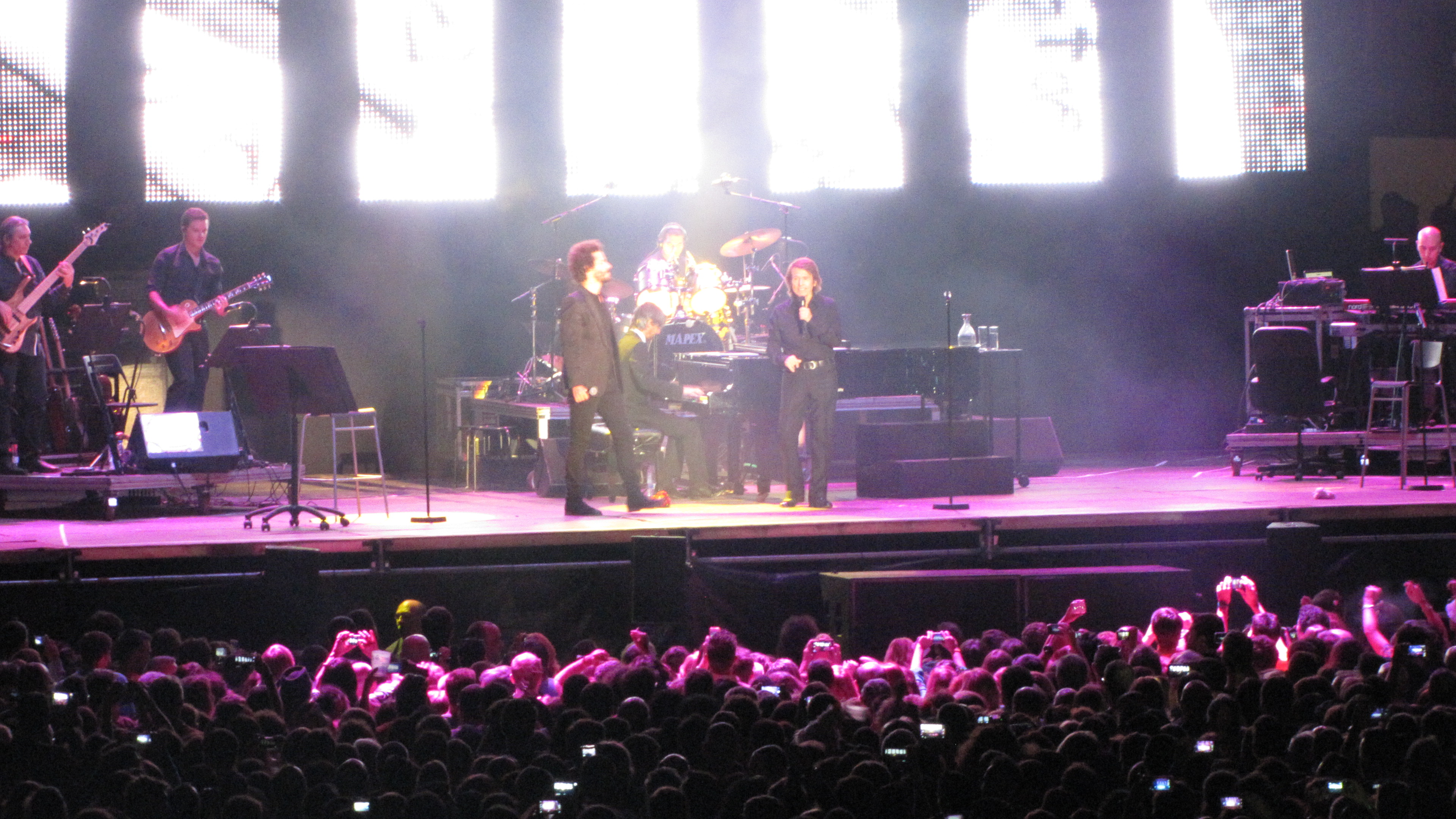
Raphael cantando Estuve enamorado, con Alberto de Niños Mutantes, en el escenario Principal durante el Sonorama 2014

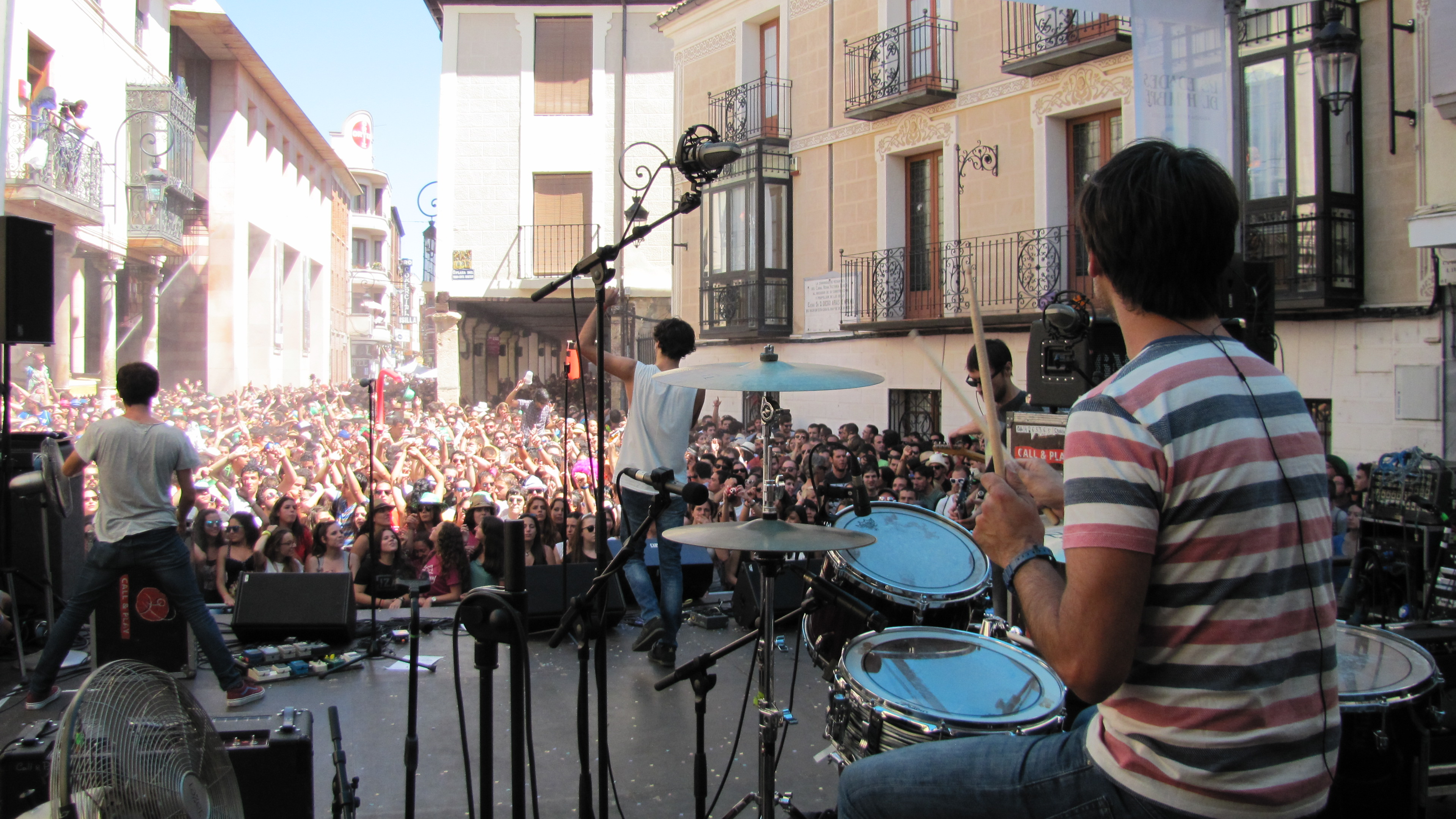
Concierto sorpresa de Second en la plaza del Trigo en Sonorama 2014

Aranda posee varias opciones de ocio, en función de los gustos de los visitantes:
- Ocio gastronómico: asadores donde degustar el famoso lechazo asado o las chuletillas a la parrilla junto con los vinos de la D.O. Ribera del Duero.
- Ocio cultural: visitas a las bodegas subterráneas, sus iglesias, el museo de Arte Sacro.
- Ocio ecológico: rutas de senderismo, visitas por toda la zona de la Ribera.
- Ocio joven: bolera, bares y discotecas.

### Música
- Sonorama: festival de música independiente organizado por la asociación cultural Art de Troya. Su primera edición tuvo lugar en Aranda de Duero a mediados de agosto de 1998, celebrándose desde entonces anualmente, salvo la edición de 2020, que se vio cancelada por la pandemia de coronavirus.
- Festival y Concurso Internacional de Guitarra Villa de Aranda:[78] es un evento que se viene celebrando desde 1996. Es un encuentro internacional que reúne a las figuras más importantes de la guitarra, como son concertistas, constructores, etc. y en su concurso internacional de guitarra han participado muchos músicos, como por ejemplo los ganadores Marcin Dylla (Polonia), Lucas Imbiriba (Brasil), Rubén Abel Pazos (España) o Bojan Ivanovski (Serbia), entre otros.
- También desde 1998 se celebró el festival Tintorrock, que llegó a ser el festival punk-rock más importante de España.[cita requerida]
- Techno-flash: Festival internacional de música electrónica. Organizado por Sonido y Acústica Avanzada, S.L. En 2014 fue la séptima edición del festival durante el mes de abril.

### Cine
- Cineclub Duero: Asociación cultural fundada en 1960 y que en 2010 celebró su quincuagésimo aniversario, lo que la convierte en el cineclub más veterano de Castilla y León.
- Festival de cortometrajes Sonorama: Festival anual de cortometrajes creado en 2000 y organizado por la Asociación Cultural Art de Troya.

Películas
Películas en las que Aranda de Duero ha sido un lugar de rodaje:
- La mujer, el torero y el toro (1950), de Fernando Butragueño
- Nunca pasa nada (1964), de Juan Antonio Bardem
- Don Quijote cabalga de nuevo (1973). Roberto Gavaldón. Los actores principales fueron Cantinflas y Fernando Fernán Gómez. También utilizó el palacio de Avellaneda de la cercana localidad de Peñaranda de Duero.
- El hombre y la industria: de la fecundación al nacimiento (1990), de José Luis Acosta, documental
- Artesanía viva (1987), de Antonio del Real
- Canción de cuna (1994), de José Luis Garci, rodada en el monasterio de La Vid
- El búho rojo (1998), de Roberto Carrasco Díez
- La gran aventura de Mortadelo y Filemón (2003), de Javier Fesser
- No pasa nada (2006), de Julián Quintanilla, corto
- Íntimos y extraños (2008), de Rubén Alonso, con la participación de actores como Pablo Rivero y Michelle Jenner

El final de la película Amantes se sitúa en Aranda de Duero, pero se rueda en Burgos.
Arandinos y el séptimo arte
También en el ámbito del cine hay que reconocer a Félix Murcia, nacido en Aranda de Duero en 1945. Ganador de cinco Premios Goya en la categoría de dirección artística por Dragon Rapide (1986), El rey pasmado (1991), Tirano Banderas (1993), El perro del hortelano (1996) y Secretos del corazón (1997). Este arandino también está detrás del realismo mágico de El bosque animado de José Luis Cuerda («la película que más satisfecho me ha dejado»), del inolvidable ático de Mujeres al borde de un ataque de nervios de Almodóvar, y de series de TVE como Fortunata y Jacinta. En total, medio centenar de películas. En 1999 recibió el Premio Nacional de Cinematografía.

### Humor
Durante el año 2010, entre el 1 y el 14 de agosto, se celebró el primer Certamen del Humor de Aranda. Se colocaron diferentes escenarios por la población, para que diferentes artistas nacionales e internacionales de primer nivel hicieran sus parodias, monólogos o contaran chistes. El 2.º Concurso de Monologuistas Amateur del Festival de Comedia de La Ribera del Duero arrancó el sábado día 13 de noviembre del propio 2010 con una serie de ocho actuaciones por los establecimientos de la villa arandina.

### Gastronomía

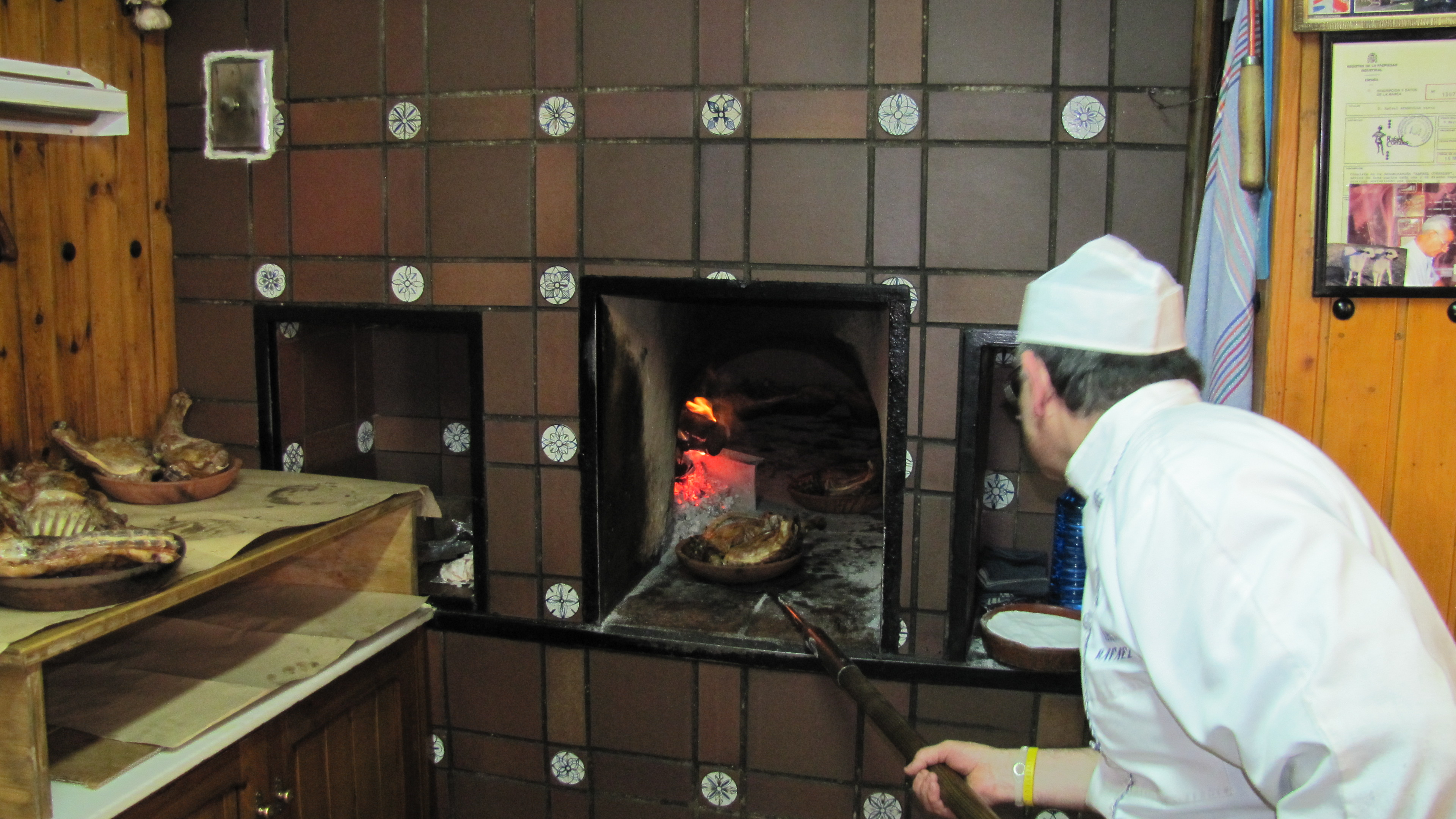
Lechazo asado en un horno de leña en el asador Rafael Corrales, fundado en 1902

La gastronomía es uno de los puntos fuertes de la localidad. Existen cuatro afamados pilares en su gastronomía:
- El vino tinto de D.O. Ribera del Duero, de fama mundial.
- El lechazo asado en horno de leña (lechazo de Castilla y León) y las chuletillas de cordero.
- La morcilla de Aranda, la variedad local de la morcilla de Burgos, futura Indicación Geográfica Protegida (I.G.P.).
- Y la torta de Aranda, un pan tradicional de la ciudad. Actualmente está reconocida como una Marca de Garantía,[80] aunque pudo ser una Indicación Geográfica Protegida (I.G.P.).[81][82]

El vino es pieza fundamental en la gastronomía local, ya que sus caldos pertenecen a la D.O. Ribera del Duero, (de cuya zona y comarca es capital). También destacan los aguardientes, los licores y el pacharán. En cuanto a postres destacan los empiñonados y las yemas.

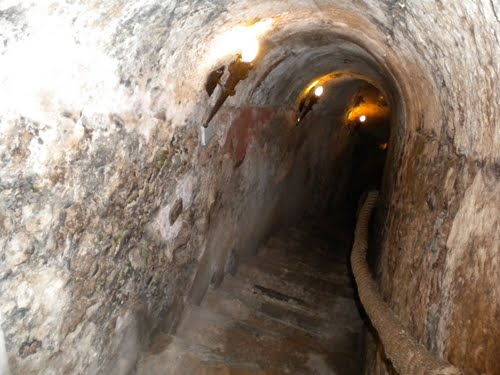
Bodega subterránea de vino en la ciudad

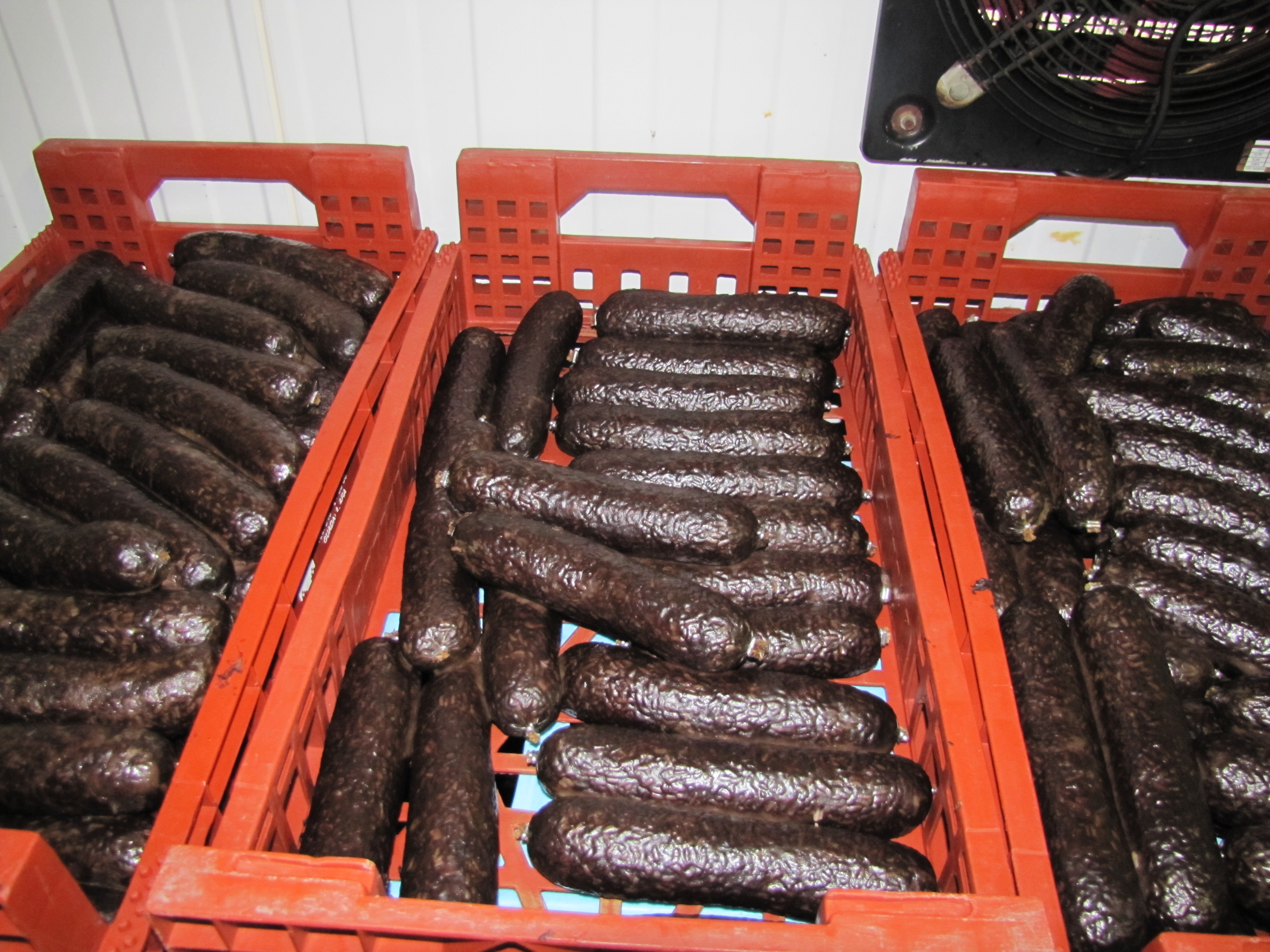
Caja con morcillas de Burgos

El cordero asado es el buque insignia de la gastronomía arandina, tanto es así, que en la ciudad nos encontramos ante un sector hostelero muy numeroso dedicado especialmente a este plato, cuyos restaurantes se dan citan en las Jornadas del Lechazo, dedicadas a promocionar este producto. Aranda de Duero es además, sede de la Indicación Geográfica Protegida Lechazo de Castilla y León.
La morcilla de Aranda, la variedad local de la morcilla de Burgos, tradicionalmente utiliza como especias el comino, pimienta negra y un punto de canela. Además se realizan dos cocciones, una antes de embutirla y otra después, dando como resultado una apreciada variedad que «repite» menos.
El 15 de septiembre de 2006, Aranda de Duero arrebató a la ciudad de San Francisco el récord mundial de cata de vino, al reunir a 5095 personas catando vinos de la zona.[cita requerida]
- Los Premios Envero es uno de los certámenes de vinos de la Denominación de Origen Ribera del Duero más importantes de España, ostentando el reconocimiento del Ministerio de Agricultura según se establece en el Real Decreto 1679/1999, de 29 de octubre. La finalidad del concurso es la de seleccionar los mejores vinos de la Ribera del Duero, así como promocionar la propia ciudad junto con su comarca a través de un reconocimiento popular y multitudinario.[84][85][86][87][88]
- Desde el año 2004[89] se celebra en la pedanía de Sinovas el certamen de vino cosechero denominado Premios Albillo (en honor a la uva Albillo) durante las fiestas patronales en el mes de agosto. En este certamen de vinos tintos y claros, existen dos categorías de premios; Los que otorga el jurado profesional, y los que otorga el público asistente, siendo esta característica la más reseñable y pionera en el mundo del vino de la zona, tan popularizada por la Denominación de Origen Ribera del Duero.[90][91][92][93][93][94][95][96]
- Desde el año 2014 se celebra el certamen de pacharán casero de la Ribera del Duero. Este es un concurso pionero en la zona de la Ribera del Duero sobre pacharán. La primera edición se celebró en agosto de 2014 en Sinovas durante las fiestas patronales en honor a San Bartolomé con la participación de siete concursantes y gran afluencia de público.[97][98] En la segunda edición dobló el número de participantes, y en la sexta edición, la de 2019, llegó hasta un total de veinte.[99][100][101][102][103][104][105][106][107]

- El Concurso de Vinos de Cubillo es un campeonato de vinos elaborados de forma artesanal celebrado desde 2008.[108][108][109][110][111][112]
- El Concurso comarcal de tapas, pinchos y banderillas es el certamen de referencia gastronómica en la Ribera del Duero sobre tapas, pinchos y banderillas organizado por la Asociación de Hosteleros de Aranda de Duero y La Ribera del Duero desde 2002.[113][114][115][116][117][118][119]
- El Tradicional concurso gastronómico de San Queremos es un evento culinario que se celebra desde 2009 en Sinovas.[120][121][122][123]

### Deporte
Clubes deportivos

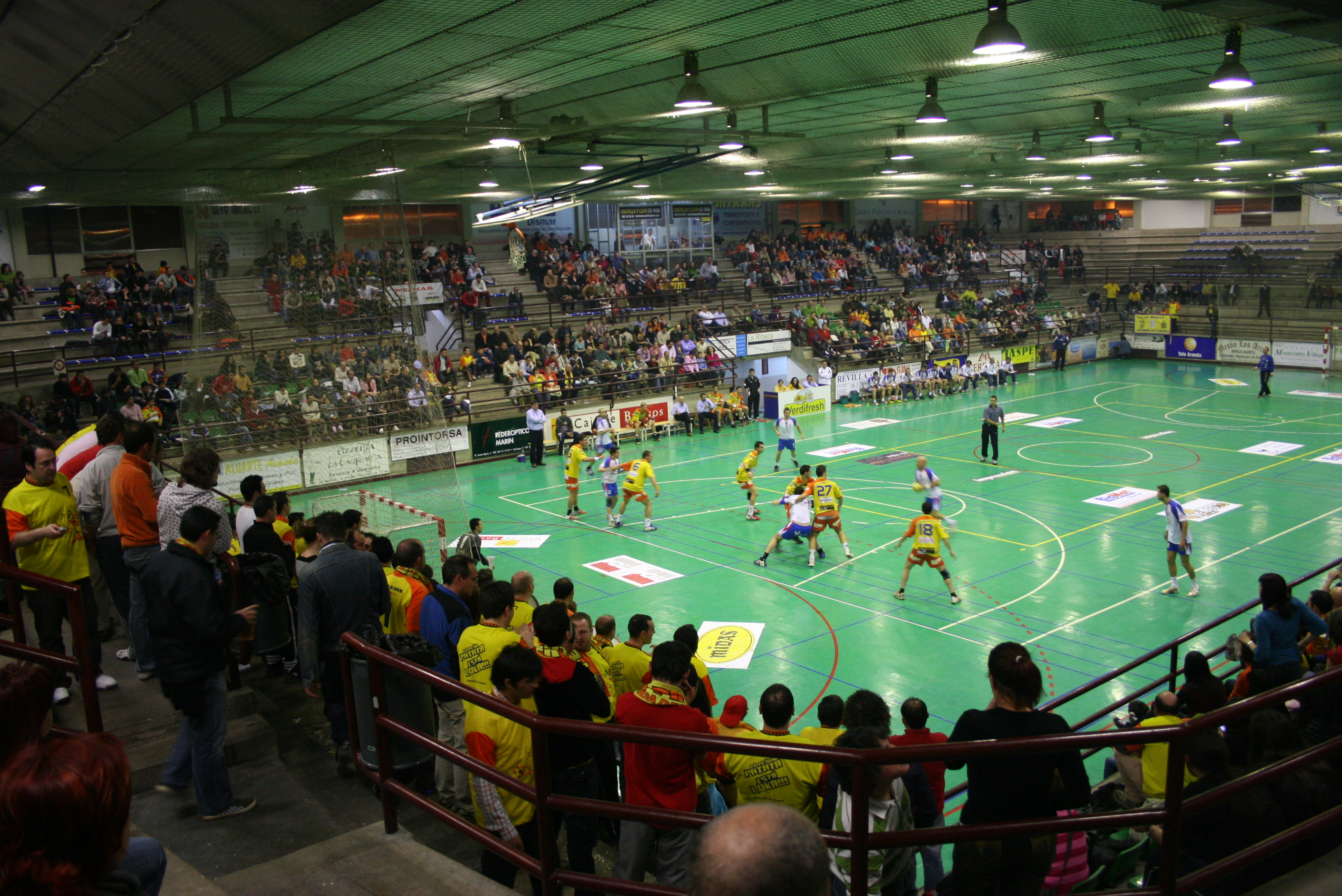
Partido del Balonmano Artepref Villa de Aranda, en División de Honor B de balonmano

- Arandina Club de Fútbol: es el equipo de fútbol de la ciudad. Se funda tras la desaparición de la U.D. Aranda y el mítico equipo de la Villa, la Gimnástica Arandina. En la temporada 2019/2020 compite en la tercera división. Juegan de local en el estadio de El Montecillo.
- BM Villa de Aranda - Autocares Bayo: antes conocido como Weimar y Artepref, es uno de los equipos de balonmano de la ciudad. Este equipo se ubica en la Liga ASOBAL, máxima categoría del balonmano español. Es el club que despierta más afición en la ciudad debido a que los resultados de los últimos años lo ha catapultado hasta la mencionada categoría. El otro club preferente de balonmano es el Club Balonmano Aranda (ex-Vemsa). A día de hoy es el otro proyecto deportivo paralelo en la modalidad (junto al Autocares Bayo). Los dos beben de las fuentes del extinto Balonmano Gromber de donde ambos clubes erigen sus dirigentes.
- Club Deportivo Juventud Aranda: club de baloncesto masculino y femenino. Esta temporada 2009/2010 compite en 1.ª División Nacional femenina. Además cuenta con 6 equipos de cantera que compiten a nivel autonómico.
- Club Deportivo Areté: natación, bádminton, baloncesto, voleibol, hockey y frontenis. Es el club con más deportistas de la villa.
- Club Deportivo Rugby Aranda: nacido en 2007, el club de rugby contiene ya todas las categorías desde los cinco años de edad y compite en la tercera liga regional de la Comunidad de Madrid.

Además en la ciudad existen equipos de atletismo (Atletismo Aranda), baloncesto, y una larga lista de deportes que compiten en otras categorías. Otros clubes con amplio protagonismo en Aranda de Duero son la Arandina de Veteranos, el club de baloncesto femenino C.P. Juventud, el club de orientación CORZO que está en la primera categoría nacional de este deporte, etc.
Eventos deportivos
Los eventos deportivos de mayor relevancia celebrados en Aranda están relacionados con las carreras pedestres. Actualmente, se celebran varias carreras:
- San Silvestre
- Cross Santiago Manguan
- Cross de la Constitución
- Milla arandina
- Carrera Urbana Doble Milla de Sinovas
- Cross Popular Virgen de las Viñas

Vuelta a Burgos: Ésta competición ciclista se celebra todos los años a mediados de agosto y suele tener a Aranda de Duero como final de alguna etapa.
Vuelta Ciclista Júnior Ribera del Duero: Esta competición ciclista se celebró por primera en 2016 gracias a la promoción realizada por parte del Consorcio de la Ruta del Vino, contando a su vez con Miguel Induráin como padrino de la carrera.
En mushing, un deporte poco conocido consistente en desplazarse en un trineo tirado por perros, Aranda es un referente nacional. Juan Carlos Quintana, tanto padre como hijo, son deportistas de alto nivel en la disciplina. Además en 2003 se disputó el Mundial de Mushing sobre Tierra en la Calabaza, un monte cercano a la localidad.
Así mismo, en la actualidad, Juan Carlos Higuero es un buen exponente del deporte arandino a título individual. El atleta es varias veces campeón de España de 1500 m, tanto en pista cubierta como descubierta, además de poseer dos subcampeonas y un campeonato de Europa en pista cubierta. También ostenta un bronce mundial y varias participaciones olímpicas, firmando su mejor resultado en Pekín 2008 con un cuarto puesto. En los Campeonatos de Europa de 2006 disputados en Gotemburgo, pasó a la historia por ser el único atleta en los mismos que consiguió 2 medallas, siendo ambas de bronce, en las categorías de 1500 y 5000 m lisos.[cita requerida]
Instalaciones deportivas
- Pabellón cubierto Príncipe de Asturias
- Polideportivo cubierto Allendeduero (Chelva)
- Piscina municipal cubierta
- Piscina cubierta Grupo Gerardo de la Calle. Desde 2010, abierta al público.[128][129]
- Piscina municipal Acapulco
- Piscina municipal La Calabaza
- Campo de fútbol El Montecillo
- Campo de rugby Virgen de las Viñas
- Campo de fútbol de Sinovas
- Pista municipal de atletismo El Montecillo
- Campo de tiro La Calabaza
- Circuito de motocross y autocross La Calabaza
- Complejo deportivo A.D.C. Michelín
- Rocódromo del Duero (ubicado bajo los pilares del puente Principal o del Duero)
- Frontón de Sinovas

### Centro cívico
La actuación del centro cívico promovida por la Junta de Castilla y León tiene una superficie de 23,8 hectáreas proyectando 1792 viviendas, de las cuales solamente 69 son libres, 715 para jóvenes y el resto, 1008, protegidas. Como dotaciones: 25 103 m² de zonas verdes y 20 141 m² dotacionales. La actuación sectorial pretende apoyar y fortalecer los planes y programas ya en curso de fomento de la vivienda protegida, generando nuevo suelo urbanizado para ser incluido en el Patrimonio de Suelo de Castilla y León. La empresa arandina Constructora Peache ha sido seleccionada como agente urbanizador del Plan Regional de Actuación de Urbanización.

### Asociaciones
Asociaciones de consumidores
- Asociación Aranda Ecoloka: asociación de consumidores de productos ecológicos

Asociaciones de ayuda
- AREM: Asociación Ribera del Duero de Esclerosis Múltiple
- ASADEMA: Asociación de Ayuda del Deficiente Mental de Aranda
- AFAR: Asociación de Familiares de Enfermos de Alzheimer de Aranda y la Ribera
- ADROGA: Asociación para le prevención de la drogadicción y ayuda al drogadicto

Asociaciones empresariales
- ASEMAR: Asociación de Empresarios de Aranda de Duero y La Ribera
- JEARCO: Asociación de Jóvenes Emprendedores de Aranda de Duero y la Comarca
- ASOHAR: Asociación de Hosteleros de Aranda de Duero y La Ribera del Duero
- ASEBOR: Asociación Empresarial de Bodegas acogidas a la D.O. Ribera del Duero
- ACOA: Asocicación de comerciantes de Aranda de Duero
- ASECON: Asociación de Empresarios de la Construcción
- AFOTUR: Asociación para el Fomento del Turismo Ribereño

Asociaciones culturales
- RiberGames: Asociación de deportes electrónicos.[131]
- Art de Troya: Asociación Cultural
- Los Alter-Nativ@s: Asociación Musical
- Asociación Arandina de Amigos del Tren
- Piñana: Peña Flamenca
- Salsaranda: Asociación de bailes
- Espeleoduero: Club espeleológico
- GER: Grupo Espeleológico Ribereño

Asociaciones de vecinos
- Allendeduero
- Amigos de Sinovas
- Ferial Bañuelos
- La Estación
- Polígono Residencial
- Santa Catalina

### Literatura

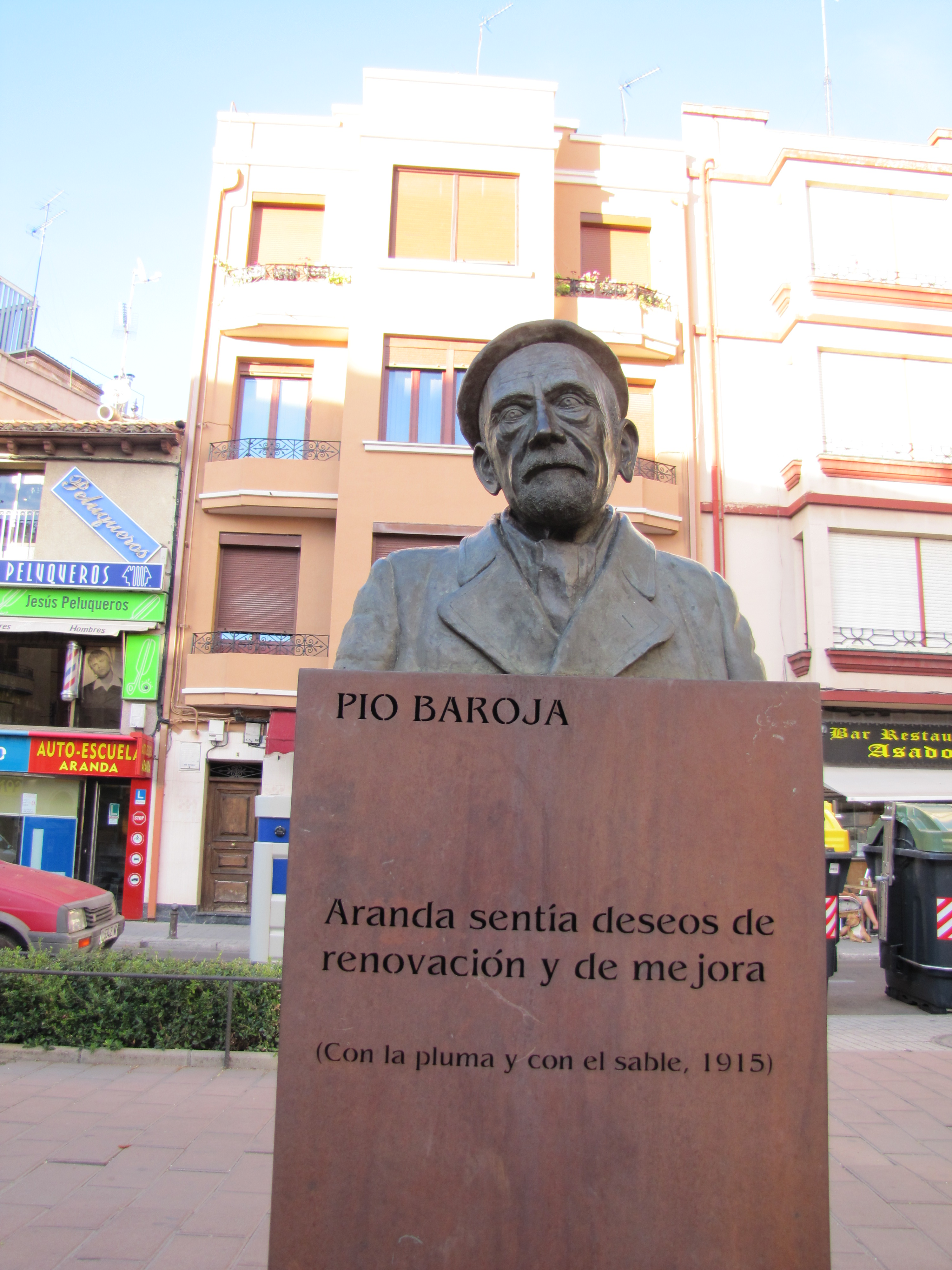
Escultura dedicada a Pío Baroja en el centro de Aranda

Grandes nombre propios de la literatura están relacionados con la villa:
- Mariano José de Larra, debido a su estancia en la ciudad en 1824, episodio conocido como El primer desamor de Fígaro.[132]

- De la generación del 98, Pío Baroja en su novela histórica Con la pluma y con el sable (1915), que narra el período en que Aviraneta fue regidor de Aranda de Duero.
- Aranda es aludida en distintos libros referidos a la Guerra de la Independencia, entre los que se encuentran obras de Benito Pérez Galdós, Gregorio Marañón y Pío Baroja.[133]

- De la generación del 27, Rafael Alberti en su libro La amante (1926)
- Camilo José Cela en su novela Judíos, moros y cristianos (1956)
- Se hace referencia a Aranda en el cómic Mortadelo y Filemón de Francisco Ibáñez, número 127 del mes de marzo de 2009.[134]

- En una de las series de libros en castellano más leídas por los niños en los últimos veinte años, Fray Perico, en el libro titulado Fray Perico, Calcetín y el guerrillero Martín un capítulo acaba y otro comienza en Aranda.
- A finales de agosto de 1959, en Aranda, Ernest Hemingway tuvo un grave accidente por culpa de un pinchazo. El vehículo, alquilado por el anfitrión, el millonario Nathan Bill Davis y que conducía en el momento del accidente, quedó destrozado, si bien sus ocupantes, entre los que estaba Valerie, futura nuera de Hemingway, resultaron indemnes.[135]

- Durante la década de 1960, Miguel Delibes visitó Aranda con asiduidad, debido a la amistad que guardaba con el pintor Vela Zanetti, con residencia en Milagros, de modo tal que a menudo se citaban en la finca La Ventosilla, en la localidad de Gumiel de Mercado, para que Delibes diese rienda a su pasión de cazador de perdiz roja.[136]

- En 2010, la escritora Encarnación García Amo publicó su libro Historias de Francisca. detective del siglo XVI, ambientado en el siglo XVI en la capital ribereña, donde la protagonista, Francisca Martín, vive una serie de historias en las que se guía por la lógica, enfrentándose a los seres humanos desde su inteligencia.[137]

- Ape Rotoma, poeta nacido en Aranda de Duero, autor de los poemarios 149 PCE, Mensajes de texto y otros mensajes y Motivos para fumar.[138]

- En 1993, el escritor Francisco Umbral afirmó en televisión que los habitantes de Aranda eran unos paletos, debido al notable recibimiento que José María Aznar recibió en esta ciudad. El Ayuntamiento decidió considerarlo persona non grata.[139]

### Festividades
Son muchas las fiestas y ferias que se celebran en Aranda de Duero a lo largo del año, siendo la principal la que se celebra en honor a la VIrgen de las Viñas.
Fiestas patronales
En honor de la Virgen de las Viñas, las fiestas patronales, con 9 días de duración, se suceden alrededor de la segunda semana de septiembre, iniciándose con el llamado cañonazo. El día de la Virgen de las Viñas es el domingo siguiente al 8 de septiembre (Natividad de la Virgen). Existe la tradición, recuperada en 2004, de que una serie de jóvenes de Aranda, conocidos como ramaleros, hacen la función de arrastrar las reses muertas dentro de la plaza. Previamente han salido desde la plaza Mayor con sus trallas (una especie de látigos que hacen gran ruido), chiscando las mismas. Las mantillas que cubren las mulillas tienen el escudo de Aranda y la imagen de la Virgen de las Viñas. Otra tradición muy asentada en los toros de Aranda es «correr las llaves», el alguacilillo va a caballo y cuando ya ha entregado las llaves de los corrales al responsable de los mismos comienza una carrera a gran velocidad alrededor del ruedo, aproximándose lo más posible a las tablas. El puesto de torilero pasa de generación en generación en la familia arandina conocida popularmente como los «Siete cubas».
La peña del Chilindrón instituyó el premio Caballo Valeria en honor al que comenzó esta costumbre. Otro premio taurino que gozó de mucha popularidad durante muchos años fue la Oreja de oro que otorgaba el restaurante Nuevo Coto. En la actualidad, sigue vigente el premio al mejor par de banderillas que otorga la peña taurina El Alboroto.
La Feria Taurina en honor a la Virgen está muy enraizada en el municipio arandino.
Semana Santa
La Semana Santa de Aranda de Duero se caracteriza por el espíritu típico castellano, de silencio sólo alterado por los clásicos tambores y trompetas. Reconocida como fiesta de interés turístico regional.
El acto estrella es la denominada Bajada del Ángel, en la cual un niño de corta edad vestido de ángel y suspendido de un cable quita el manto negro de luto a la Virgen, para que pueda ver con sus propios ojos a su hijo resucitado. Tiene la misma significación que las celebradas en Peñafiel (Valladolid), Alfarrasí (Valencia) y Tudela (Navarra). Esta ceremonia está declarada, junto con el resto de la Semana Santa arandina, de interés turístico regional.
Otras fiestas
- En la cercana pedanía de La Aguilera, el día 13 de mayo se celebra una romería popular en las inmediaciones del santuario de San Pedro Regalado, patrón de esa localidad y de Valladolid.

### Congresos, ferias y otros eventos
- Congreso Internacional Ribera del Duero Fine Wine. III ediciones.
- Foro Nacional del Ovino. Con XII ediciones celebradas.
- Fiduero. Feria de la Ribera. XXXI ediciones.
- Feria del Vehículo de Ocasión. IX ediciones.
- BioAranda. Jornadas de ecología y salud, dedicadas al consumo consciente y la alimentación responsable, con mercado de productos ecológicos, charlas, talleres, etc.
- Jornadas Gastronómicas del Lechazo asado. XVIII ediciones celebradas.
- Festival Sonorama Ribera. Festival de Música pop-rock, con XXI ediciones.
- Festival y Concurso Internacional de Guitarra Villa de Aranda. XV ediciones.
- Certamen Internacional de Bandas de Música Villa de Aranda. XIX ediciones.
- Festival de cortometrajes Sonorama. XI ediciones.
- Artearanda - Feria de las Artes.
- Concurso de artistas callejeros y mimos. XI ediciones.[140]
- Representación del Concilio de Aranda. Representación teatral. V ediciones.
- Premio de Poesía Villa de Aranda. XXII ediciones.
- Encuentro Nacional de Tertulias Literarias. V ediciones.
- Concentración Motera Dos Leones. IX ediciones celebradas.
- Concentración de Tuning villa de Aranda de Duero. III ediciones.
- Concurso Comarcal de Tapas, Pinchos y Banderillas. XIV ediciones.
- Concurso de Albañilería Gerardo de la Calle. XXV ediciones.
- Premios ENVERO. Premios de vinos Ribera del Duero. XXI ediciones.
- Certamen de Pacharán Casero de la Ribera del Duero. V ediciones.
- Premios Albillo. Premios de vinos cosecheros. XV ediciones.
- Concurso de Vinos de Cubillo. VII ediciones.
- Carrera Urbana de Sinovas (Doble Milla). X ediciones.
- Campeonato de futbito de Sinovas. VI ediciones.
- Tradicional Concurso Gastronómico de Sinovas. X ediciones.
- Cross de la Constitución. XXXIII ediciones.
- Cross Popular Virgen de las Viñas. IV ediciones.
- Milla Urbana de Aranda de Duero. XXXI ediciones. La milla deportiva más importante de España.[9]
- San Silvestre Arandina. XVI ediciones.
- Encuentro entre culturas. Festival multicultural para el fomento del diálogo y la tolerancia. III ediciones.
- Triatlón Arandina. XVIII ediciones.[141]
- Jornadas Micológicas. XXVII ediciones.

## Ciudades hermanadas

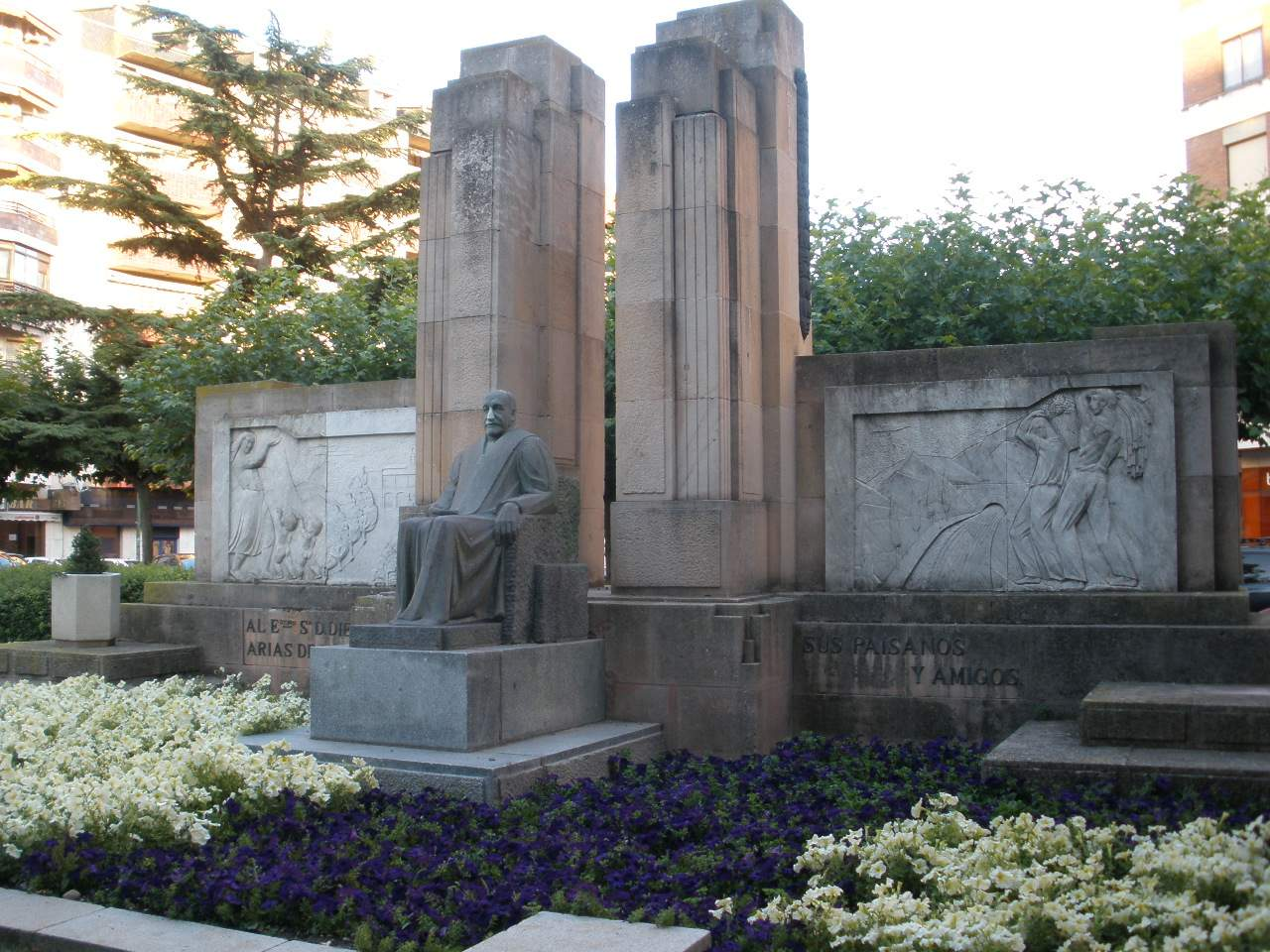
Monumento dedicado a Diego Arias de Miranda, obra de los hermanos Barral, en la plaza de los jardines de Don Diego

El listado de las ciudades hermanadas con Aranda de Duero es:
- Miranda do Douro (Portugal)
- Salon-de-Provence (Francia)
- Santa Cruz de Tenerife (España)
- Langen (Alemania)
- Roseburg (Estados Unidos)
- Yderia (Campos de Refugiados de Tinduf)
- Romorantin-Lanthenay (Francia)
- Salzburgo (Austria)